# Liste der denkmalgeschützten Objekte in Linz-Innenstadt/A–K

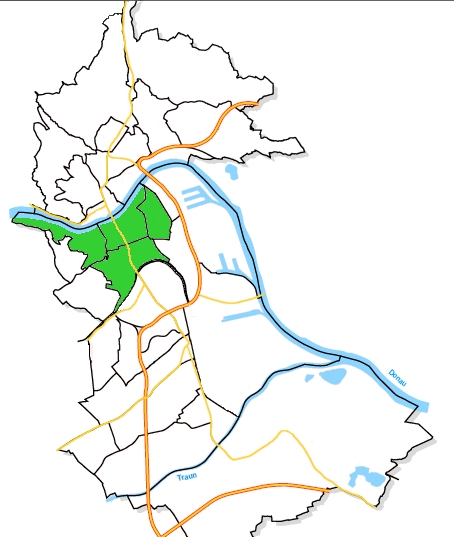
Die Katastralgemeinde Linz (grün) innerhalb der Stadt Linz

Die Liste der denkmalgeschützten Objekte in Linz-Innenstadt enthält die 382 denkmalgeschützten, unbeweglichen Objekte der Linzer Katastralgemeinde Linz, die dem bis 2013 bestehenden Stadtteil Innenstadt entspricht. Der jetzige statistische Bezirk Innere Stadt ist gegenüber dem alten Stadtteil verkleinert, einige Objekte befinden sich daher in den Bezirken Froschberg oder Kaplanhof.
Die Zahl hinter dem Vermerk „Linz“ ist die Inventarnummer der Linzer Denkmaldatenbank, der Eintrag kann durch das Daraufklicken erreicht werden. Sofern kein anderer Beleg angegeben ist, stammen die Informationen in den Beschreibungstexten von dort.
Die Liste ist zweigeteilt. Dieser Teil listet alle Objekte, deren Standort mit den Buchstaben A–K beginnt. Der zweite Teil listet alle Objekte, deren Standort mit den Buchstaben L–Z beginnt.

## Denkmäler
| Foto  |                 | Denkmal | Standort                                                            | Beschreibung | Metadaten |
| ----- | --------------- | --- | ------------------------------------------------------------------- | --- | --- |
| ja    | Datei hochladen | Bürgerhaus HERIS-ID: 38070 Objekt-ID: 37577 Linz: 524                                                                             | Adlergasse 6 Standort KG: Linz                                      | Das ursprünglich spätgotische Bürgerhaus wurde im 19. Jahrhundert adaptiert und neu fassadiert. Es weist einen Breiterker auf, der in der Mittelachse einen Stock erhöht ist. | BDA-Hist.: Q37978687 Status: Bescheid Stand der BDA-Liste: 2025-06-30 Name: Bürgerhaus GstNr.: 27 |
| ja    | Datei hochladen | Bürgerhaus HERIS-ID: 45837 Objekt-ID: 47299                                                                                       | Adlergasse 18 Standort KG: Linz                                     | | BDA-Hist.: Q38017786 Status: Bescheid Stand der BDA-Liste: 2025-06-30 Name: Bürgerhaus GstNr.: 36 Adlergasse 18 (Linz)                                                                                              |
| ja    | Datei hochladen | Bürgerhaus HERIS-ID: 38071 Objekt-ID: 37578                                                                                       | Adlergasse 20 Standort KG: Linz                                     | | BDA-Hist.: Q37978696 Status: Bescheid Stand der BDA-Liste: 2025-06-30 Name: Bürgerhaus GstNr.: 37 |
| ja    | Datei hochladen | Römerzeitliche und mittelalterliche Siedlung in der Altstadt HERIS-ID: 110280 Objekt-ID: 127961                                   | Altstadt Standort KG: Linz                                          | Archäologie im Altstadtviertel | BDA-Hist.: Q125002753 Status: § 2a Stand der BDA-Liste: 2025-06-30 Name: Römerzeitliche und mittelalterliche Siedlung in der Altstadt GstNr.: 2939/1, 2939/9, 2947, 2939/7, 2939/8                                  |
| ja    | Datei hochladen | Ehem. Losensteiner Freihaus HERIS-ID: 38073 Objekt-ID: 37580 Linz: 309                                                            | Altstadt 2 Standort KG: Linz                                        | Das Gebäude wurde nach 1573 erbaut. Das oberste Geschoß stammt aus dem 19. Jahrhundert. Besonders auffällig ist ein achtseitiger Eckerker mit stehendem Löwen und figürlichen Wappenträgern. Beachtenswert ist auch das wappengeschmückte Portal. | BDA-Hist.: Q37978706 Status: Bescheid Stand der BDA-Liste: 2025-06-30 Name: Ehem. Losensteiner Freihaus GstNr.: 169 Losensteiner Freihaus (Linz)                                                                    |
| ja    | Datei hochladen | Konrad-Vogel-Haus HERIS-ID: 38074 Objekt-ID: 37581 Linz: 310                                                                      | Altstadt 4 Standort KG: Linz                                        | Das Bürgerhaus mit schlichter, schmuckloser Fassade wurde 1595 erstmals erwähnt und später mehrfach geringfügig verändert. 1842 gelangte es in den Besitz des Zuckerbäckers und Philanthropen Johann Konrad Vogel. | BDA-Hist.: Q37978717 Status: Bescheid Stand der BDA-Liste: 2025-06-30 Name: Konrad-Vogel-Haus GstNr.: 168 Altstadt 4 (Linz)                                                                                         |
| ja    | Datei hochladen | Sog. Bäckerhaus HERIS-ID: 38075 Objekt-ID: 37582 Linz: 302                                                                        | Altstadt 5 Standort KG: Linz                                        | Das Bäckerhaus Altstadt 5 ist mit 1555 datiert. Seit 1578 ist das Haus im Besitz von Bäckern. Die Fassade zur Altstadt stammt aus dem 19. Jahrhundert. | BDA-Hist.: Q37978728 Status: Bescheid Stand der BDA-Liste: 2025-06-30 Name: Sog. Bäckerhaus GstNr.: 104 |
| ja    | Datei hochladen | Ehem. Salburg'sches Freihaus HERIS-ID: 38076 Objekt-ID: 37583 Linz: 311                                                           | Altstadt 6, 8 Standort KG: Linz                                     | Die zwei Einzelhäuser gehörten von 1650 bis 1801 den Grafen von Salburg und wurden baulich verbunden. Die Hinterhäuser auf Tummelplatz 16 und 17 wurden im Jahr 1803 abgetrennt. Beide Häuser sind im Kern spätmittelalterlich und wurden im Frühbarock um 1650 und nach 1800 im ersten Drittel des 19. Jahrhunderts baulich verändert. | BDA-Hist.: Q37978738 Status: Bescheid Stand der BDA-Liste: 2025-06-30 Name: Ehem. Salburg'sches Freihaus GstNr.: 157, 158 Altstadt 6-8 (Linz)                                                                       |
| ja    | Datei hochladen | Gasthaus Herz As/ehem. Stadt Triest HERIS-ID: 38077 Objekt-ID: 37584 Linz: 303                                                    | Altstadt 7 Standort KG: Linz                                        | In diesem im Kern gotischen Haus mit Neorenaissance-Fassade ist seit 1670 ein Gasthaus nachgewiesen. | BDA-Hist.: Q37978748 Status: Bescheid Stand der BDA-Liste: 2025-06-30 Name: Gasthaus Herz As/ehem. Stadt Triest GstNr.: 105 Altstadt 7 (Linz)                                                                       |
| ja    | Datei hochladen | Altes Zinngießerhaus HERIS-ID: 38079 Objekt-ID: 37586 Linz: 304                                                                   | Altstadt 9 Standort KG: Linz                                        | Die Fassade des Alten Zinngießerhauses wurde 1962 renoviert und das Erdgeschoß komplett erneuert. Der Bau wurde 1595 erstmals erwähnt. Von 1620 bis 1814 beherbergte es Zinngießereien. | BDA-Hist.: Q37978761 Status: Bescheid Stand der BDA-Liste: 2025-06-30 Name: Altes Zinngießerhaus GstNr.: 106 Altstadt 9 (Linz)                                                                                      |
| ja    | Datei hochladen | Ehem. Kremsmünsterer Stiftshaus HERIS-ID: 38080 Objekt-ID: 37587 Linz: 313                                                        | Altstadt 10 Standort KG: Linz                                       | Die Geschichte des Hauses geht bis Kaiser Friedrich III. zurück, der das Haus bis 1493 besaß. 1507 erwarb es das Stift Kremsmünster und ersetzte es durch einen von Christoph Canevale entworfenen Neubau. 1585 und 1615/1616 erfolgten Umbauten. Beim Stadtbrand 1800 wurde das Haus stark beschädigt; der Wiederaufbau begann 1803. | BDA-Hist.: Q1787943 Status: § 2a Stand der BDA-Liste: 2025-06-30 Name: Ehem. Kremsmünsterer Stiftshaus GstNr.: 155 Kremsmünstererhaus (Linz)                                                                        |
| ja    | Datei hochladen | Ehem. Waaghaus HERIS-ID: 96760 Objekt-ID: 112339 Linz: 314                                                                        | Altstadt 12 Standort KG: Linz                                       | Das um 1570 erbaute Haus diente zunächst als Salzlager und dann bis ins 20. Jahrhundert als Waaghaus. Die schlichte Front weist ein ungegliedertes, rundbogiges Granittor auf, dessen rechter Pfosten auf einem Sockel aufruht. | BDA-Hist.: Q1901021 Status: Bescheid Stand der BDA-Liste: 2025-06-30 Name: Ehem. Waaghaus GstNr.: 154 Altstadt 12 (Linz)                                                                                            |
| ja    | Datei hochladen | Ehem. Wilheringer Stiftshaus HERIS-ID: 52247 Objekt-ID: 58841 Linz: 306                                                           | Altstadt 13 Standort KG: Linz                                       | Ursprünglich war Bernhard Jörger Besitzer des Hauses. Nach dessen Tod übernahm die Stadt Linz die Verwaltung des Hauses, 1477 erhielt es Tiburtius Sinzendorf von Kaiser Friedrich III. für seine treuen Dienste. 1525–1527 wurde das Haus umgebaut, 1620 als protestantisches „Rebellengut“ des Karl Jörger beschlagnahmt. 1622 wurde das Haus, auf Befehl von Kaiser Ferdinand II., vom Stift Wilhering erworben. | BDA-Hist.: Q38050147 Status: § 2a Stand der BDA-Liste: 2025-06-30 Name: Ehem. Wilheringer Stiftshaus GstNr.: 138/1 Wilheringer Freihaus (Linz)                                                                      |
| ja    | Datei hochladen | Hebenstreithaus HERIS-ID: 44458 Objekt-ID: 45271 Linz: 312                                                                        | Altstadt 14 Standort KG: Linz                                       | Das nach einem Besitzer des mittleren 17. Jahrhunderts (Bürgermeister Ludwig Hebenstreit) benannte Haus wurde 1595 erstmals erwähnt. Es hat nur eine Achse zur Altstadt hin, aber sechs zum Tummelplatz. | BDA-Hist.: Q38009080 Status: Bescheid Stand der BDA-Liste: 2025-06-30 Name: Hebenstreithaus GstNr.: 149 Altstadt 14 (Linz)                                                                                          |
| ja    | Datei hochladen | Ehem. Freihaus Traun HERIS-ID: 38082 Objekt-ID: 37589 Linz: 307                                                                   | Altstadt 15 Standort KG: Linz                                       | Das im Kern aus dem 16. Jahrhundert stammende Haus erhielt in frühen 18. Jahrhundert eine Barockfassade. Es war vom späten 17. bis frühen 19. Jahrhundert im Besitz der Familie Abensperg-Traun. | BDA-Hist.: Q37978778 Status: Bescheid Stand der BDA-Liste: 2025-06-30 Name: Ehem. Freihaus Traun GstNr.: 136 |
| ja    | Datei hochladen | Altes Buchbinder-Haus HERIS-ID: 38083 Objekt-ID: 37590 Linz: 315                                                                  | Altstadt 16 Standort KG: Linz                                       | Das Buchbinderhaus war von 1660 bis 1810 im Eigentum von Buchbindern. Die Straßenseite hat drei Achsen und vier Geschoße. Um 1950 wurden Kriegsschäden beseitigt und die Fassade wieder hergestellt. | BDA-Hist.: Q37978787 Status: Bescheid Stand der BDA-Liste: 2025-06-30 Name: Altes Buchbinder-Haus GstNr.: 148 Altstadt 16 (Linz)                                                                                    |
| ja    | Datei hochladen | Ehem. Starhemberger Freihaus, Mozartpalais HERIS-ID: 38084 Objekt-ID: 37591 Linz: 308                                             | Altstadt 17 Standort KG: Linz                                       | Das ehemalige Freihaus in exponierter Lage hat zwei gleichwertige Fassaden zur Altstadt und zum Landhausplatz. Um 1687 ließ Graf Ernst Rüdiger von Starhemberg von Georg Pruckmayr das Palais anstelle von drei Häusern errichten. Ende 1783 wohnte Mozart hier und schrieb die Linzer Symphonie. | BDA-Hist.: Q37978798 Status: Bescheid Stand der BDA-Liste: 2025-06-30 Name: Ehem. Starhemberger Freihaus, Mozartpalais GstNr.: 135 Altstadt 17 (Linz)                                                               |
| ja    | Datei hochladen | Goldschmiedhaus HERIS-ID: 38085 Objekt-ID: 37592 Linz: 317                                                                        | Altstadt 20 Standort KG: Linz                                       | Das Alte Goldschmied-Haus wurde 1595 erstmals erwähnt. 1868 bekam das Haus seine Fassade im Stile der Neorenaissance. Die Schäden des Zweiten Weltkriegs wurden 1948 beseitigt. | BDA-Hist.: Q37978809 Status: Bescheid Stand der BDA-Liste: 2025-06-30 Name: Goldschmiedhaus GstNr.: 146 Altstadt 20 (Linz)                                                                                          |
| ja    | Datei hochladen | Altes Büchsenhaus/Starhemberger Freihaus HERIS-ID: 44459 Objekt-ID: 45272 Linz: 319                                               | Altstadt 28 Standort KG: Linz                                       | Das ehemalige Palais erhielt seine jetzige Erscheinung durch den Wiederaufbau von 1802. Vom Originalbau ist ein Steinportal mit der Datierung von 1577 erhalten. | BDA-Hist.: Q38009090 Status: Bescheid Stand der BDA-Liste: 2025-06-30 Name: Altes Büchsenhaus/Starhemberger Freihaus GstNr.: 139/1 Altstadt 28 (Linz)                                                               |
| ja    | Datei hochladen | Ehem. Freihaus Khevenhüller HERIS-ID: 52248 Objekt-ID: 58842 Linz: 320                                                            | Altstadt 30 Standort KG: Linz                                       | Das Haus wurde erstmals 1473 urkundlich erwähnt. 1802 erwarb Heinrich Graf Khevenhüller das, beim Stadtbrand 1800 nahezu vollständig zerstörte, Haus und ließ den heute bestehenden Bau, ein spätklassizistisches Stadtpalais, errichten. 1810 kam das Haus in bürgerlichen Besitz. Heute befindet es sich im Besitz des Landes Oberösterreich. | BDA-Hist.: Q38050156 Status: § 2a Stand der BDA-Liste: 2025-06-30 Name: Ehem. Freihaus Khevenhüller GstNr.: 141 Altstadt 30 (Linz)                                                                                  |
| ja    | Datei hochladen | Bürgerhaus HERIS-ID: 91954 Objekt-ID: 106844seit 2018                                                                             | Annagasse 2, 4 Standort KG: Linz                                    | Die beiden Gebäude Annagasse 2 (=Schmidtorgasse 7) und 4 (=Domgasse 20) mit schlichten, frühhistoristischen Dekorformen stammen aus dem Jahr 1862 von Karl Höbarth. | BDA-Hist.: Q105646640 Status: Bescheid Stand der BDA-Liste: 2025-06-30 Name: Bürgerhaus GstNr.: 239, 243 |
| ja    | Datei hochladen | Bürgerhaus HERIS-ID: 52307 Objekt-ID: 58911 Linz: 662                                                                             | Auerspergstraße 19 Standort KG: Linz                                | Das freistehende Haus in neobarocken Formen wurde 1902 erbaut. Es ist mit Erkern und Balkonen gegliedert, ein charakteristisches Element ist der turmartige Eckerker mit vasenbekrönter Kuppel. | BDA-Hist.: Q38050619 Status: Bescheid Stand der BDA-Liste: 2025-06-30 Name: Bürgerhaus GstNr.: 1456/5 Auerspergstraße 19 (Linz)                                                                                     |
| ja    | Datei hochladen | Friedensobelisk HERIS-ID: 102417 Objekt-ID: 118819 Linz: 2752                                                                     | gegenüber Auerspergstraße 20 Standort KG: Linz                      | Anlässe für die Errichtung der Säule waren das Ende des Dreißigjährigen Kriegs (1648; daran erinnert die Inschrift laut Erlass Ferdinands III) und die überstandene Pestepidemie (1649). Ursprünglich stand der Obelisk auf der Landstraße und wurde wahrscheinlich anlässlich der Renovierung 1850 an seinem jetzigen Standort aufgestellt. Die Spitze des Obelisken trägt das einzige Doppelkreuz der Stadt. | BDA-Hist.: Q37790482 Status: § 2a Stand der BDA-Liste: 2025-06-30 Name: Friedensobelisk GstNr.: 3095 Friedensobelisk (Linz-Innenstadt)                                                                              |
| ja    | Datei hochladen | Gartenbaudenkmale im Garten der ehem. Villa Hatschek HERIS-ID: 60938 Objekt-ID: 73325                                             | Auf der Gugl 3 Standort KG: Linz                                    | Der Garten der ehemaligen Villa Hatschek (nunmehriger Standort des Verwaltungsgebäudes der Landwirtschaftskammer) wurde ab 1908 von Josef Schweiger gestaltet, so wie auch die benachbarten Bauernberganlagen. Es befinden sich in diesem Garten einige Kunstwerke, unter anderem die Kopie eines venezianischen Bronzebrunnes, eine Gartenlaube in Tempietto-Form mit Schmiedeeisenkalotte, mehrere Statuen und Steinbänke. Anmerkung: Im Statistischen Bezirk Froschberg | BDA-Hist.: Q38093697 Status: § 2a Stand der BDA-Liste: 2025-06-30 Name: Gartenbaudenkmale im Garten der ehem. Villa Hatschek GstNr.: 1373/8, 2682/1, 2682/7, 2682/12 Villa Hatschek                                 |
| ja    | Datei hochladen | Bürgerhaus HERIS-ID: 38087 Objekt-ID: 37594 Linz: 346                                                                             | Badgasse 7 Standort KG: Linz                                        | Die abgewinkelte Fassade des spätgotischen Hauses trägt einen Breiterker auf doppelt gebauchten Konsolen. Der Bau hat sechs Achsen mit vier Geschoßen und stammt aus dem 16. Jahrhundert. | BDA-Hist.: Q37978820 Status: Bescheid Stand der BDA-Liste: 2025-06-30 Name: Bürgerhaus GstNr.: 84 |
| ja    | Datei hochladen | Zwei Marmorlöwen HERIS-ID: 102418seit 2023                                                                                        | Bahnhofplatz 3 Standort KG: Linz                                    | Die beiden Löwen wurden von Jakob Adlhart geschaffen, der 1941 den Auftrag für vier Löwen mit Wappenschildern für die Brückenköpfe der Salzburger Staatsbrücke erhielt. Nur zwei der Löwen wurden fertiggestellt, nach dem Krieg nach Linz verkauft und vor dem Hauptbahnhof aufgestellt. | BDA-Hist.: Q119231402 Status: Bescheid Stand der BDA-Liste: 2025-06-30 Name: Zwei Marmorlöwen GstNr.: 1303/1 Statues of lions at Linz Hauptbahnhof                                                                  |
| ja    | Datei hochladen | Verwaltungs- und Direktionsgebäude der ÖBB HERIS-ID: 12559 Objekt-ID: 8703 Linz: 726                                              | Bahnhofstraße 3 Standort KG: Linz                                   | Das ehemalige Administrationsgebäude der k.k. Staatsbahndirektion ist mit seinen Neo-Renaissance-Formen das repräsentativste Gebäude des Späthistorismus in Linz. Der freistehende viergeschoßige Baublock wurde 1899/1900 errichtet. Die beiden unteren Geschoße sind rustiziert, der Mittelrisalit und die beiden Seitenrisalite sind mit kolossalen Dreiviertelsäulen gegliedert. | BDA-Hist.: Q38133401 Status: Bescheid Stand der BDA-Liste: 2025-06-30 Name: Verwaltungs- und Direktionsgebäude der ÖBB GstNr.: 1299/2 ÖBB building Linz                                                             |
| ja    | Datei hochladen | Freinberg, Kapelle, Aussichtsrampen und Umfriedung HERIS-ID: 91340 Objekt-ID: 106097 Linz: 559                                    | In der Nähe von Römerstraße 98 Standort KG: Linz                    | Die Kapelle wurde 1932 nach Plänen von Joseph Müller als Kriegerdenkmal des oberösterreichischen Artilleristenbundes erbaut. Nach Schäden durch Fliegerbomben im Zweiten Weltkrieg wurde sie 1950 wiederhergestellt. Der nach Nordosten gerichtete Putzbau mit Ortsteinquaderung weist eine offene Vorhalle mit Spitzbogen und einen niedrigen Turm mit Pyramidendach auf. An der Südseite befindet sich ein von Eduard Lorenz geschaffenes Sgraffito der hl. Barbara mit Turm, Hostie und Kanone. Neben dem Eingang erinnern Inschrifttafeln an die Gefallenen. Anmerkung: Im Statistischen Bezirk Froschberg | BDA-Hist.: Q37754505 Status: § 2a Stand der BDA-Liste: 2025-06-30 Name: Freinberg, Kapelle, Aussichtsrampen und Umfriedung GstNr.: 2789/2, 2786/1, 2811/1, 2802/2, 2776/3 Barbarakapelle (Freinberg)                |
| ja    | Datei hochladen | Wohnhaus HERIS-ID: 93964 Objekt-ID: 109088                                                                                        | Baumbachstraße 3 Standort KG: Linz                                  | | BDA-Hist.: Q37763255 Status: § 2a Stand der BDA-Liste: 2025-06-30 Name: Wohnhaus GstNr.: 1770/7 |
| ja BW | Datei hochladen | Wohnhaus HERIS-ID: 52261 Objekt-ID: 58858 Linz: 665                                                                               | Baumbachstraße 5 Standort KG: Linz                                  | Der schlichte kubische Baublock, der den Domplatz abschließt wurde nach 1730 erbaut und 1837 aufgestockt. | BDA-Hist.: Q38050247 Status: Bescheid Stand der BDA-Liste: 2025-06-30 Name: Wohnhaus GstNr.: 1770/6 |
| ja    | Datei hochladen | Bürgerhaus, Freihaus Lannoy, Palais Sprinzenstein HERIS-ID: 38089 Objekt-ID: 37596 Linz: 479                                      | Baumbachstraße 6 Standort KG: Linz                                  | Das von Johann Rueff 1839 erbaute spätklassizistische Wohnhaus weist in der Mittelachse einen originalen Schmiedeeisenbalkon auf. Auch Durchfahrt und Stiegenhaus sind noch original erhalten. | BDA-Hist.: Q37978835 Status: Bescheid Stand der BDA-Liste: 2025-06-30 Name: Bürgerhaus, Freihaus Lannoy, Palais Sprinzenstein GstNr.: 1889                                                                          |
| ja BW | Datei hochladen | Ehem. Erziehungsanstalt Zum guten Hirten HERIS-ID: 102338 Objekt-ID: 118731 Linz: 669                                             | Baumbachstraße 28 Standort KG: Linz                                 | Der Bau aus dem Jahr 1892 ist ein seltenes Beispiel späthistoristischer Profanarchitektur im neugotischen Stil. Es besteht aus drei Flügeln zu Baumbachstraße, Kapuzinerstraße und Steingasse, an der Ecke Baumbachstraße/Kapuzinerstraße befindet sich ein turmartiger Eckvorsprung mit Pyramidendach. In der Baumbachstraße sind fünf Achsen vorgezogen und mit einem Attikaaufsatz überhöht. | BDA-Hist.: Q37790403 Status: § 2a Stand der BDA-Liste: 2025-06-30 Name: Ehem. Erziehungsanstalt Zum guten Hirten GstNr.: 1920/2                                                                                     |
| ja    | Datei hochladen | Miethaus HERIS-ID: 52314 Objekt-ID: 58918 Linz: 671                                                                               | Beethovenstraße 2 Standort KG: Linz                                 | Das monumentale Eckwohnhaus stammt aus dem Jahr 1924 von Friedrich Gangl. Die Fassade wird an allen drei Seiten von seichten Mittelrisaliten gegliedert, an den Ecken befinden sich eingetiefte Polygonalerker. Es weist expressionistische Dekorformen auf. | BDA-Hist.: Q38050646 Status: Bescheid Stand der BDA-Liste: 2025-06-30 Name: Miethaus GstNr.: 1400/3 |
| ja    | Datei hochladen | Schloss Bergschlößl HERIS-ID: 38090 Objekt-ID: 37597 Linz: 2323                                                                   | Bergschlößlgasse 1 Standort KG: Linz                                | Das Bergschlössl ist ein dreigeschoßiges Barockbauwerk im Volksgartenviertel. Es wurde in den Jahren 1717 bis 1718 unter der Leitung des Linzer Baumeisters Johann Michael Prunner errichtet. Seit 1986 ist es im Besitz der Stadt Linz. Derzeit ist es an die LIMAK Austrian Business School vermietet. Es wird vorwiegend für Empfänge, Bankette, Seminare usw. genutzt. Anmerkung: Im Statistischen Bezirk Froschberg | BDA-Hist.: Q820163 Status: Bescheid Stand der BDA-Liste: 2025-06-30 Name: Schloss Bergschlößl GstNr.: 1348/1, 1348/2, 1348/3 Bergschlößl                                                                            |
| ja    | Datei hochladen | Bauernberganlagen HERIS-ID: 58122 Objekt-ID: 68589 Linz: 2610                                                                     | Bernardisstraße Standort KG: Linz                                   | 1911 bis 1915 geschaffene, ausgedehnte öffentliche Parkanlage in der mehrere von Ludwig Hatschek gespendete Kunstwerke aufgestellt sind (Berggeist, Aphroditetempel, Neptunbrunnen). Die Ausgestaltung der Anlage erfolgte durch den Linzer Stadtgartendirektor Karl Schweiger. Am höchsten Punkt des Parks befindet sich das sogenannte Gugl-Rondeau, eine Aussichtsterrasse samt Brunnenanlage. Unter Denkmalschutz stehen Aussichtsrampen und Umfriedung. Die Bauernberganlagen erstrecken sich über die Katastralgemeinden Linz-Innenstadt und zum kleineren Teil Waldegg. Anmerkung: Im Statistischen Bezirk Froschberg | BDA-Hist.: Q24846697 Status: Bescheid Stand der BDA-Liste: 2025-06-30 Name: Bauernberganlagen GstNr.: 2683/3, 2687/2, 2692, 2697/1, 2697/7, 2683/4, 3090/2, 3120/14, 2690 Bauernberg (Linz)                         |
| ja    | Datei hochladen | Pförtnerhaus der ehem. Hatschek-Villa HERIS-ID: 46728 Objekt-ID: 48863                                                            | Bernardisstraße 1 Standort KG: Linz                                 | Das Pförtnerhaus der Villa Hatschek wurde 1912 nach Entwürfen von Mauriz Balzarek erbaut. Es ist der einzig verbliebene bauliche Bestandteil der Anlage. Die Villa selbst wurde 1971 abgerissen. | BDA-Hist.: Q38023255 Status: Bescheid Stand der BDA-Liste: 2025-06-30 Name: Pförtnerhaus der ehem. Hatschek-Villa GstNr.: 2683/8 Pförtnerhaus der ehemaligen Hatschek-Villa                                         |
| ja    | Datei hochladen | Ehem. Collegium Nordicum, Museum Nordico HERIS-ID: 52280 Objekt-ID: 58878 Linz: 727                                               | Bethlehemstraße 7 Standort KG: Linz                                 | Das Gebäude wurde 1607 für das Stift Kremsmünster errichtet, wurde aber 1676/77 tiefgreifend umgestaltet, ein Stockwerk wurde 1721 aufgesetzt. Es ist ein seit dem Abbruch der Bethlehemkirche 1962 ein freistehender, blockhafter Bau auf rechteckigem Grundriss. Ein markantes Element ist das granitene Portal, auf dem ein Wappenmedaillon aufruht. 1708 bis zur Auflösung des Ordens Ende des 18. Jahrhunderts war das Gebäude im Besitz der Jesuiten, die hier ein Konvikt für Schüler aus Skandinavien betrieben (daher der Name). Seit 1973 dient es als Stadtmuseum (Nordico). | BDA-Hist.: Q131178954 Status: § 2a Stand der BDA-Liste: 2025-06-30 Name: Ehem. Collegium Nordicum, Museum Nordico GstNr.: 739/1, 738/6 Former Collegium Nordicum, Linz                                              |
| ja    | Datei hochladen | Wohnhaus HERIS-ID: 11214 Objekt-ID: 7292                                                                                          | Bethlehemstraße 10 Standort KG: Linz                                | Das spätklassizistische Gebäude ist nunmehr in ein Einkaufszentrum eingebunden. | BDA-Hist.: Q38092358 Status: Bescheid Stand der BDA-Liste: 2025-06-30 Name: Wohnhaus GstNr.: 790 |
| ja    | Datei hochladen | Katholisch Theologische Privatuniversität Linz, Vischersches Wohnhaus HERIS-ID: 52281 Objekt-ID: 58879 Linz: 677                  | Bethlehemstraße 20 Standort KG: Linz                                | Das 1720 für einen gewissen Bartholomäus Vischer errichtete Haus wird Johann Michael Prunner zugeschrieben. 1988 wurde es für die Theologische Privatuniversität um- und ausgebaut, die es seither nutzt. Es ist ein an drei Seiten freistehendes barockes Bürgerhaus mit hohem Schopfwalmdach. Das etwas versetzte korbbogige Portal aus rotem Marmor wird von einem Giebel über einem ohrenförmigen Sturzfeld überhöht. In zwei geschlossenen Nischen befinden sich Figuren der Heiligen Johannes von Nepomuk und Donatus. | BDA-Hist.: Q38050439 Status: § 2a Stand der BDA-Liste: 2025-06-30 Name: Katholisch Theologische Privatuniversität Linz, Vischersches Wohnhaus GstNr.: 802/4 Vischersches Wohnhaus                                   |
| ja    | Datei hochladen | Synagoge HERIS-ID: 102330 Objekt-ID: 118722 Linz: 678                                                                             | Bethlehemstraße 26 Standort KG: Linz                                | Das jetzige Synagogengebäude wurde 1967 von Friedrich Goffitzer errichtet. Es besteht aus fensterlosen Außenwänden und Betonsäulen, die eine nach oben gekrümmte Dachschale tragen und ein Nebengebäude mit abgerundeten Außenkanten. Im Inneren befinden sich Fresken von Fritz Fröhlich. | BDA-Hist.: Q1827174 Status: § 2a Stand der BDA-Liste: 2025-06-30 Name: Synagoge GstNr.: 802/3 Synagoge, Linz |
| ja    | Datei hochladen | Wohnhaus des Rabbiners HERIS-ID: 97395 Objekt-ID: 113200                                                                          | Bethlehemstraße 26 Standort KG: Linz                                | Das Gemeindehaus fungierte nach dem Zweiten Weltkrieg als Bethaus, bis der neue Tempel fertiggestellt wurde. In Teilen davon ist jetzt ein Museum untergebracht. | BDA-Hist.: Q37769865 Status: § 2a Stand der BDA-Liste: 2025-06-30 Name: Wohnhaus des Rabbiners GstNr.: 807 |
| ja    | Datei hochladen | Miethaus HERIS-ID: 44181 Objekt-ID: 44884                                                                                         | Bischofstraße 3, 3a Standort KG: Linz                               | | BDA-Hist.: Q38007357 Status: Bescheid Stand der BDA-Liste: 2025-06-30 Name: Miethaus GstNr.: 1594/2, 1595 Bischofstraße 3, 3a (Linz)                                                                                |
| ja    | Datei hochladen | Wohnhaus, der Südtrakt als Gartenpalais HERIS-ID: 95377 Objekt-ID: 110731 Linz: 684                                               | Bischofstraße 11 Standort KG: Linz                                  | Das schlichte Vorstadthaus stammt aus der Zeit um 1720 und um 1850 gartenseitig erweitert. Die Flügel des Rechteckportals sind original erhalten, oberhalb davon befindet sich ein Marienrelief. | BDA-Hist.: Q37766205 Status: § 2a Stand der BDA-Liste: 2025-06-30 Name: Wohnhaus, der Südtrakt als Gartenpalais GstNr.: 1606/1                                                                                      |
| ja    | Datei hochladen | Kindergarten HERIS-ID: 78288 Objekt-ID: 91946 Linz: 744                                                                           | Bürgerstraße 44 Standort KG: Linz                                   | Das an drei Seiten freistehende Wohnhaus in Form einer neobarocken Villa wurde 1905 von Gustav Steinberger erbaut und 1969 in einen Kindergarten umgewandelt. Oberhalb des seitlichen Terrassenanbaus und in der Portalachse wird die Fassade jeweils von einem geschwungenen Attikagiebel mit aufgesetzter Steinvase bekrönt. Das repräsentative Portal ist von Wandpfeilern flankiert, die in vasenbekrönten Voluten auslaufen, zwischen denen ein geschwungener Giebel verläuft, in dessen Mitte sich eine ovale Oberlichte mit bemaltem Glasfenster befindet. | BDA-Hist.: Q38151839 Status: § 2a Stand der BDA-Liste: 2025-06-30 Name: Kindergarten GstNr.: 1108/19, 1108/13, 1108/1 Kindergarten Bürgerstraße 44, Linz                                                            |
| ja    | Datei hochladen | Pfarrhof HERIS-ID: 102325 Objekt-ID: 118712 Linz: 745                                                                             | Bürgerstraße 58 Standort KG: Linz                                   | Der Pfarrhof der Familienkirche wurde 1905 erbaut. Er steht auf drei Seiten frei und ist in einem historistisch-secessionistischem Mischstil gehalten. Der betonte Eckturm ist mit Riesenpilastern gegliedert, zur Kirche hin befinden sich zweigeschoßige Loggien auf vasenbestzter Terrasse. | BDA-Hist.: Q37790351 Status: § 2a Stand der BDA-Liste: 2025-06-30 Name: Pfarrhof GstNr.: 1126/4 Bürgerstraße 58 (Linz)                                                                                              |
| ja    | Datei hochladen | Nationalbank HERIS-ID: 52315 Objekt-ID: 58919 Linz: 750seit 2012                                                                  | Coulinstraße 26, 28 Standort KG: Linz                               | Das Gebäude wurde in den Jahren 1951 bis 1953 nach einem Entwurf von Eugen Wachberger und Erich Boltenstern erbaut. Es stellt einen klassischen Monumentalbau dar, dessen Schauseiten mit Kunststeinplatten verkleidet sind. Das oberste Geschoß ist zurückgezogen und von einem Dachvorsprung überkragt. | BDA-Hist.: Q38050657 Status: Bescheid Stand der BDA-Liste: 2025-06-30 Name: Nationalbank GstNr.: 1411/6 Nationalbank, Coulinstraße 26, 28 (Linz)                                                                    |
| ja    | Datei hochladen | Offenes Kulturhaus, OK, ehem. Schule der Ursulinen HERIS-ID: 52278 Objekt-ID: 58876 Linz: 751                                     | Dametzstraße 30 Standort KG: Linz                                   | Das ehemalige Schulgebäude wurde 1930 (Osttrakt) bzw. 1936 (Westtrakt) von Matthäus Schlager erbaut. Die Fenster sind additiv gereiht und mit durchlaufenden Gesimsbändern verbunden, beim Festsaal im Osttrakt sind es Rundbogenfenster. 1977 wurde es zum Landeskulturzentrum (heute Offenes Kulturhaus Oberösterreich). Die Adaptionsarbeiten im Jahr 1998 wurden mit dem Bauherrenpreis ausgezeichnet. | BDA-Hist.: Q38050421 Status: § 2a Stand der BDA-Liste: 2025-06-30 Name: Offenes Kulturhaus, OK, ehem. Schule der Ursulinen GstNr.: 789/2 Offenes Kulturhaus Oberösterreich                                          |
| ja    | Datei hochladen | Ehem. Offiziers- und Unteroffizierswohngebäude der k. k. Landwehrkaserne HERIS-ID: 81578 Objekt-ID: 95356                         | Derfflingerstraße 4 Standort KG: Linz                               | Die beiden Gebäude der Landwehrkaserne wurden 1896/1901 erbaut, die zugehörigen Wohnhäuser stammen aus derselben Zeit. Anmerkung: Im Statistischen Bezirk Kaplanhof | BDA-Hist.: Q38176086 Status: § 2a Stand der BDA-Liste: 2025-06-30 Name: Ehem. Offiziers- und Unteroffizierswohngebäude der k. k. Landwehrkaserne GstNr.: 3216 Derfflingerstraße 4 (Linz)                            |
| ja    | Datei hochladen | Ärztekammer Oberösterreich HERIS-ID: 95408 Objekt-ID: 110763 Linz: 758                                                            | Dinghoferstraße 4 Standort KG: Linz                                 | Das Gebäude entstand 1937–1939 nach Plänen von Alexander Popp mit Mitwirkung von Hermann Neuzil und Ernst Hamberger. Es ist durch ein starkes Relief der Fassade, insbesondere durch herausspringende Fensterbänke und einen fünfachsigen Balkon, gekennzeichnet. Das Erdgeschoß ist als asymmetrischer Steinsockel ausgeführt, die Fenster unterhalb des Balkons weisen expressionistisch geformte Gitter auf. 1953 erfolgte der Zubau eines Lesesaaltrakts im Hof. | BDA-Hist.: Q37766232 Status: § 2a Stand der BDA-Liste: 2025-06-30 Name: Ärztekammer Oberösterreich GstNr.: 919/3 |
| ja    | Datei hochladen | Kath. Pfarrkirche Hl. Familie HERIS-ID: 52299 Objekt-ID: 58902 Linz: 583                                                          | Dinghoferstraße 41 Standort KG: Linz                                | Die späthistoristische Pfarrkirche im Stil der Neorenaissance wurde 1907–1912 von Matthäus Schlager erbaut, von dem auch der Hochaltar stammt. | BDA-Hist.: Q24053637 Status: § 2a Stand der BDA-Liste: 2025-06-30 Name: Kath. Pfarrkirche Hl. Familie GstNr.: 1126/1 Filialkirche Hl. Familie, Linz                                                                 |
| ja    | Datei hochladen | Ehem. Jesuitenkollegium, heute Linzer Hauptpostamt HERIS-ID: 52265 Objekt-ID: 58863 Linz: 349                                     | Domgasse 1 Standort KG: Linz                                        | Identadresse Kollegiumgasse 2. Das Gebäude wurde in drei Etappen von 1652 bis 1668 als Jesuitenkolleg erbaut. 1776 wurde es unter Maria Theresia in eine Kaserne umgewandelt. 1869 erfolgte der Umbau in die Hauptpost. Ab 1903 wurde ein Stockwerk an der Domgasse hinzugefügt. Durch Julius Schulte wurden 1922 im Norden und 1925 wurden im Osten zwei Geschoße hinzugefügt und mit vorragendem Dekor bastionsartig gekrönt. | BDA-Hist.: Q38050285 Status: Bescheid Stand der BDA-Liste: 2025-06-30 Name: Ehem. Jesuitenkollegium, heute Linzer Hauptpostamt GstNr.: 263/1 Hauptpostamt Linz                                                      |
| ja    | Datei hochladen | Domstöckl, Jesuitenresidenz HERIS-ID: 52266 Objekt-ID: 58864 Linz: 443                                                            | Domgasse 3 Standort KG: Linz                                        | Der Teil des Jesuitenkollegs wurde 1909 von Matthäus Schlager abgetrennt und in ein eigenes Gebäude in neobarocken Formen umgebaut. | BDA-Hist.: Q38050301 Status: § 2a Stand der BDA-Liste: 2025-06-30 Name: Domstöckl, Jesuitenresidenz GstNr.: 265 |
| ja    | Datei hochladen | Jesuitenkirche hl. Ignatius, Alter Dom HERIS-ID: 99115 Objekt-ID: 115158 Linz: 589                                                | Domgasse 3 Standort KG: Linz                                        | Die einschiffige barocke Kirche entstand 1669–1678 als Kirche der Jesuiten erbaut und fungierte vom späten 18. Jahrhundert bis zum Bau des Neuen Doms als Bischofskirche. Die Hauptfassade ist fünfstöckig mit Fassadentürmen, die unteren zwei Geschoße weisen toskanische Pilaster auf. Die geschweiften Pyramidenstumpfhelme der Türme stammen aus der Zeit um 1800, nach einem Brand. Das mit korinthischen Säulen flankierte Portal hat in seinem Sprenggiebel eine Marienfigur eingestellt. | BDA-Hist.: Q437807 Status: § 2a Stand der BDA-Liste: 2025-06-30 Name: Jesuitenkirche hl. Ignatius, Alter Dom GstNr.: 266 Alter Dom (Linz)                                                                           |
| ja    | Datei hochladen | Wohn- und Geschäftshaus HERIS-ID: 13432 Objekt-ID: 9618 Linz: 444                                                                 | Domgasse 5 Standort KG: Linz                                        | Das Haus am Übergang vom romantischen zum strengen Historismus wurde 1863 von Franz Weinberger erbaut. | BDA-Hist.: Q38178261 Status: § 57-Mandatsbescheid Stand der BDA-Liste: 2025-06-30 Name: Wohn- und Geschäftshaus GstNr.: 268/4                                                                                       |
| ja    | Datei hochladen | Bürgerhaus, Gasthaus, Haus mit Weinstube HERIS-ID: 38097 Objekt-ID: 37604 Linz: 447                                               | Domgasse 6, 8 Standort KG: Linz                                     | Die beiden Häuser Domgasse 6 und 8 wurden im 19. Jahrhundert verbunden. Der Teil Domgasse 8 ist im Kern aus dem 16. Jahrhundert. Durch leichte Unterschiede in der Fassade ist die Verbindung der beiden Häuser noch erkennbar. Die unteren vier Geschoße sind sechsachsig, das Dachgeschoß hat fünf Achsen. Das zweite und dritte Obergeschoß wurde durch eine besondere Gestaltung hervorgehoben. In der Mitte des zweiten Stockes befindet sich eine Nische mit einer Skulptur der Maria Immaculata aus dem 18. Jahrhundert. | BDA-Hist.: Q37978847 Status: Bescheid Stand der BDA-Liste: 2025-06-30 Name: Bürgerhaus, Gasthaus, Haus mit Weinstube GstNr.: 257, 260                                                                               |
| ja    | Datei hochladen | Wohn- und Geschäftshaus, ehem. Gasthaus Zum goldenen Pflug HERIS-ID: 91961 Objekt-ID: 106852 Linz: 448                            | Domgasse 10 Standort KG: Linz                                       | Das Haus in Stil der Neorenaissance wurde 1892 errichtet. Das Geschäftslokal im Erdgeschoß wurde 1929 modernisiert. Die Fenster im ersten Stock sind durch ihre reichere Ausstattung besonders hervorgehoben. | BDA-Hist.: Q37757344 Status: Bescheid Stand der BDA-Liste: 2025-06-30 Name: Wohn- und Geschäftshaus, ehem. Gasthaus Zum goldenen Pflug GstNr.: 256                                                                  |
| ja    | Datei hochladen | Ehem. Jesuitenseminar HERIS-ID: 38098 Objekt-ID: 37606 Linz: 449                                                                  | Domgasse 12 Standort KG: Linz                                       | Das Gebäude wurde von 1680 bis 1682 errichtet und besitzt eine auffallende frühbarocke Fassade. In der dritten Achse befindet sich das markante Hauptportal. Das Gebälk trägt die eingemeißelte Inschrift „Seminarium S. Ignaty Societatis Jesu“. Das Gebäude wird mit der Künstlerfamilie Carlone in Zusammenhang gebracht. | BDA-Hist.: Q37978854 Status: Bescheid Stand der BDA-Liste: 2025-06-30 Name: Ehem. Jesuitenseminar GstNr.: 255 |
| ja    | Datei hochladen | Wohn- und Geschäftshaus HERIS-ID: 56480 Objekt-ID: 65939 Linz: 321                                                                | Domgasse 18 Standort KG: Linz                                       | Das an drei Seiten freistehende Haus mit Runderkern an den Ecken wurde 1863 von Franz Weinberger erbaut. Besonders betont ist die Dachgeschoßzone mit Hermenpilastern auf Volutenkonsolen. | BDA-Hist.: Q38072693 Status: Bescheid Stand der BDA-Liste: 2025-06-30 Name: Wohn- und Geschäftshaus GstNr.: 244 |
| ja    | Datei hochladen | Wohn- und Geschäftshaus HERIS-ID: 91967 Objekt-ID: 106858seit 2018                                                                | Domgasse 22 Standort KG: Linz                                       | Das an drei Seiten freistehende Haus in Neorenaissance-Formen mit Eckerkern wurde 1863 von Karl Höbarth erbaut. Anmerkung: Identadressen Graben 2, Schmidtorstraße 9 | BDA-Hist.: Q105646645 Status: Bescheid Stand der BDA-Liste: 2025-06-30 Name: Wohn- und Geschäftshaus GstNr.: 240, 241                                                                                               |
| ja    | Datei hochladen | Neuer Dom Mariae Empfängnis, Domkirche HERIS-ID: 38088 Objekt-ID: 37595 Linz: 577                                                 | Domplatz 1 Standort KG: Linz                                        | Der Mariendom wurde als Denkmal des 1854 verkündigten Dogmas der Unbefleckten Empfängnis Mariae durch Bischof Franz Joseph Rudigier gestiftet und nach Plänen des aus der Kölner Dombauhütte berufenen ersten Dombaumeisters Vinzenz Statz 1862–1934 errichtet. | BDA-Hist.: Q257481 Status: § 2a Stand der BDA-Liste: 2025-06-30 Name: Neuer Dom Mariae Empfängnis, Domkirche GstNr.: 1770/1 Neuer Dom (Linz)                                                                        |
| ja    | Datei hochladen | Römerbergschule HERIS-ID: 78290 Objekt-ID: 91948 Linz: 977                                                                        | Donatusgasse 3a Standort KG: Linz                                   | Die Römerbergschule wurde 1906 als Doppelvolksschule von Dombaumeister Matthäus Schlager in späthistoristischen Formen errichtet. Auffallend sind der übergiebelte Vorbau und Eingangsvorbauten zu den damals getrennten Mädchen- und Knabenabteilungen. An der Ostseite ist das Linzer Stadtwappen dargestellt. Der Bau wird von einem Uhrturm überragt. Anmerkung: Im Statistischen Bezirk Froschberg | BDA-Hist.: Q38151849 Status: § 2a Stand der BDA-Liste: 2025-06-30 Name: Römerbergschule GstNr.: 2779/2 Römerbergschule                                                                                              |
| ja    | Datei hochladen | Kleindenkmale im Donaupark HERIS-ID: 109721 Objekt-ID: 127355                                                                     | Donaupark Standort KG: Linz                                         | Im Donaupark befinden sich zahlreiche Skulpturen, siehe hiezu Liste der Kunstwerke im öffentlichen Raum in Linz-Innenstadt (unter der Adresse Ernst-Koref-Promenade). | BDA-Hist.: Q37815420 Status: § 2a Stand der BDA-Liste: 2025-06-30 Name: Kleindenkmale im Donaupark GstNr.: 3176/8, 3175/1, 3175/51 Kleindenkmale im Donaupark (Linz)                                                |
| ja    | Datei hochladen | Miethaus HERIS-ID: 52273 Objekt-ID: 58871                                                                                         | Eisenbahngasse 1 Standort KG: Linz                                  | | BDA-Hist.: Q38050377 Status: § 2a Stand der BDA-Liste: 2025-06-30 Name: Miethaus GstNr.: 345/2 Eisenbahngasse 1 (Linz)                                                                                              |
| ja    | Datei hochladen | Ehem. Volksküche HERIS-ID: 52271 Objekt-ID: 58869 Linz: 802                                                                       | Eisenbahngasse 20 Standort KG: Linz                                 | Identadresse Herbert-Bayer-Platz 1. Das Gebäude der ehemaligen Volksküche steht am Herbert-Bayer-Platz (zur Prunerstraße) und mit freien Seiten auch zur Lederergasse und zur Eisenbahngasse. Zum Platz hat das Gebäude einen niedrigen Portalvorbau und eine Giebelfront mit einem abgetreppten, zinnenbekrönten Dachaufbau, Drillingsfenstern und Kreisluke, wo eine Uhr vorgesehen war. Das steinerne Wappen der Stadt Linz ist mit G. Muher, 1926 signiert und datiert. Die Erdgeschoßfenster sind alle vergittert, die drei großen Spitzbogenfenster zur Lederergasse sind mit gezackten Eisenkronen überdacht. In den Obergeschoßen haben die Fenster eine Klinkerumrahmung. Bereits 1988 erfolgte der Umbau des Gansschen Stadels zu einer Volksküche an der Lederergasse durch den Ersten Linzer Volksküchenverein, 1894 ein Anbau an der Prunerstraße. Der jetzige Zustand wurde bei einer kompletten Neufassadierung durch den Architekten und Stadtbaudirektors Curt Kühne 1926 hergestellt. Dabei griff er auf gotische Formen zurück, lehnte sich mit dem Klinker an die deutsche Backsteingotik an, verarbeitete aber auch Elemente des Expressionismus. | BDA-Hist.: Q2532074 Status: § 2a Stand der BDA-Liste: 2025-06-30 Name: Ehem. Volksküche GstNr.: 333 Volksküche Linz                                                                                                 |
| ja    | Datei hochladen | Wohnhaus HERIS-ID: 52286 Objekt-ID: 58888 Linz: 836                                                                               | Eisenhandstraße 32 Standort KG: Linz                                | Das Gebäude mit secessionistischen Dekorformen wurde 1909/10 von Mauriz Balzarek erbaut. Die Ecke ist durch einen turmartigen Eckerker betont, die Mittelachsen zur Mozartstraße hin durch zwei Polygonalerker, die durch einen attikaartigen Dachaufsatz verbunden sind. Anmerkung: Identadresse Mozartstraße 56 | BDA-Hist.: Q38050493 Status: Bescheid Stand der BDA-Liste: 2025-06-30 Name: Wohnhaus GstNr.: 871 Eisenhandstraße 32, Linz                                                                                           |
| ja    | Datei hochladen | Haus Karl Borromäus, Seniorenheim HERIS-ID: 52287 Objekt-ID: 58890 Linz: 562                                                      | Elisabethstraße 23 Standort KG: Linz                                | In diesem Bau in neugotischen Dekorformen aus dem Jahr 1901 von Wilhelm Fabigan ist auch die Borromäinerinnenkirche untergebracht, die sich unterhalb des aufgesetzten Giebelturms befindet. | BDA-Hist.: Q38050516 Status: § 2a Stand der BDA-Liste: 2025-06-30 Name: Haus Karl Borromäus, Seniorenheim GstNr.: 847                                                                                               |
| ja    | Datei hochladen | ORF Landesstudio OÖ HERIS-ID: 81758 Objekt-ID: 95543 Linz: 1864                                                                   | Europaplatz 3 Standort KG: Linz                                     | Das Landesstudio wurde 1972 von Gustav Peichl gebaut, und gibt einen Bautyp vor, der von Peichl auch bei anderen Landesstudios verwirklicht wurde: um die zweigeschoßige runde Verteilerhalle gruppieren sich fünf Sektoren mit Betriebsräumen, daran schließt der Bürotrakt an. | BDA-Hist.: Q38176584 Status: § 2a Stand der BDA-Liste: 2025-06-30 Name: ORF Landesstudio OÖ GstNr.: 3243 ORF Landesstudio Oberösterreich                                                                            |
| ja    | Datei hochladen | Prunerstift und altkath. Kirche Hll. Drei Könige HERIS-ID: 52274 Objekt-ID: 58872 Linz: 778, 779                                  | Fabrikstraße 10 Standort KG: Linz                                   | Eine Stiftung des Linzer Bürgermeisters Johann Adam Pruner, die in der ersten Hälfte des 18. Jahrhunderts realisiert wurde. Im Gebäudekomplex befinden sich heute die Musikschule der Stadt Linz, das altkatholische Pfarramt und die Prunerstiftskirche. Das Altarfresko dieser Pfarrkirche hat die Hl. Drei Könige als Motiv und wurde 1738 von Martino Altomonte geschaffen. | BDA-Hist.: Q2114423 Status: § 2a Stand der BDA-Liste: 2025-06-30 Name: Prunerstift und altkath. Kirche Hll. Drei Könige GstNr.: 383 Prunerstift                                                                     |
| ja    | Datei hochladen | Musikschule HERIS-ID: 40486 Objekt-ID: 40427                                                                                      | Fabrikstraße 12 Standort KG: Linz                                   | An der Außenseite des Gebäudes befindet sich eine bemerkenswerte Sandsteinstatue des hl. Judas Thaddäus aus der Mitte des 18. Jahrhunderts. Anmerkung: Aktuell ist darin die Popularmusikabteilung der Linzer Musikschule untergebracht. | BDA-Hist.: Q37994667 Status: Bescheid Stand der BDA-Liste: 2025-06-30 Name: Musikschule GstNr.: 377/1 Musikschule Linz, Fabrikstraße 12                                                                             |
| ja    | Datei hochladen | Dorotheum, Außenerscheinung und Erschließungsbereiche mit Versteigerungssaal HERIS-ID: 92759 Objekt-ID: 107721 Linz: 780seit 2016 | Fabrikstraße 26, 28 Standort KG: Linz                               | Das 1911 erbaute Auktionshaus hat einen secessionistischen Dekor, der aus applizierten Putzrahmenfeldern besteht. Es hat einen langen Seitentrakt und einen Mittelrisalit mit Eingangsportal. Die Fenster im Erdgeschoß sind hoch und rundbogig mit elaborierten Gittern, im ersten Obergeschoß sind einige Fenstergruppen zusammengefasst, teils mit geschwungener Ziegelverdachung. | BDA-Hist.: Q37760634 Status: Bescheid Stand der BDA-Liste: 2025-06-30 Name: Dorotheum, Außenerscheinung und Erschließungsbereiche mit Versteigerungssaal GstNr.: 461/1 Dorotheum, Linz                              |
| ja    | Datei hochladen | Gesamtanlage Elisabethinenkloster HERIS-ID: 102323 Objekt-ID: 118710                                                              | Fadingerstraße 1a (Krankenhaus der Elisabethinen) Standort KG: Linz | Das Herzstück des 1745 gestifteten Elisabethinenklosters (heute Krankenhauses der Elisabethinen) ist die Elisabethinenkirche, eine frühbarocke Kuppelkirche. Die Deckenfresken stammen von Bartolomeo Altomonte. | BDA-Hist.: Q125004099 Status: § 2a Stand der BDA-Liste: 2025-06-30 Name: Gesamtanlage Elisabethinenkloster GstNr.: 696, 697, 694/5 Elisabethinenkirche und -kloster (Linz)                                          |
| ja    | Datei hochladen | Bundesrealgymnasium HERIS-ID: 52282 Objekt-ID: 58881 Linz: 817                                                                    | Fadingerstraße 4 Standort KG: Linz                                  | 1908 mit Architekt Karl Bundsmann (1871–1921) erbaut zeigt das Gebäude exemplarisch den Übergang vom Historismus zum Jugendstil. 1960 mit Herbert Jandaurek aufgestockt. | BDA-Hist.: Q18734905 Status: Bescheid Stand der BDA-Liste: 2025-06-30 Name: Bundesrealgymnasium GstNr.: 704/2 Bundesrealgymnasium Linz Fadingerstraße                                                               |
| ja    | Datei hochladen | Befestigungsanlage Freinberg HERIS-ID: 40487 Objekt-ID: 40428                                                                     | Freinberg Standort KG: Linz                                         | Auf dem Freinberg wurde 1900 eine stätbronzezeitliche Wallanlage und ein Depot gefunden. Die in den 1990ern archäologisch untersuchte Wallanlage hatte hölzerne Aufbauten, die mehrmals abbrannten. Um 100 v.u.Z. wurde die zwischenzeitlich aufgegebene Befestigung nochmals instand gesetzt. Anmerkung: Das Objekt befindet sich in den Katastralgemeinden Linz und Waldegg Im Statistischen Bezirk Froschberg | BDA-Hist.: Q37994675 Status: Bescheid Stand der BDA-Liste: 2025-06-30 Name: Befestigungsanlage Freinberg GstNr.: 2811/1,2813/1, 2804, 2824/1                                                                        |
| ja    | Datei hochladen | Wohnhaus HERIS-ID: 95443 Objekt-ID: 110798 Linz: 2358seit 2015                                                                    | Gärtnerstraße 12 Standort KG: Linz                                  | Der monumentale Wohnbau wurde 1933 nach Plänen von Hans Arndt von der Baugenossenschaft Baureform errichtet. Der fünfgeschoßige Bau ist bogenförmig in die Kreuzung Coulinstraße – Gärtnerstraße eingepasst. Die mittlere, abgerundete Fassade ist von dreigeschoßigen Erkern und turmartig überhöhten und vorstehenden Eckachsen flankiert. | BDA-Hist.: Q37766284 Status: Bescheid Stand der BDA-Liste: 2025-06-30 Name: Wohnhaus GstNr.: 1431/1 |
| ja    | Datei hochladen | Wohnhaus HERIS-ID: 95454 Objekt-ID: 110809 Linz: 2376                                                                             | Goethestraße 23 Standort KG: Linz                                   | Das späthistoristische fünfstöckige Wohnhaus wurde 1893 von Martin Göbl errichtet. Die beiden unteren Geschoße sind rustiziert und die Fenster im ersten Obergeschoß rundbogig geschnitten. Im Geschoß darüber sind die Fenster mit Dreiecks- und Segmentgiebeln bekrönt, im obersten Geschoß haben sie Brüstungen mit Girlandenmustern. | BDA-Hist.: Q37766316 Status: § 2a Stand der BDA-Liste: 2025-06-30 Name: Wohnhaus GstNr.: 1190/13 |
| ja    | Datei hochladen | Bürgerhaus HERIS-ID: 38101 Objekt-ID: 37609 Linz: 473                                                                             | Graben 4 Standort KG: Linz                                          | Das Gebäude stellt ein klassizistisch-biedermeierliches Wohnhaus dar, welches von Baumeister Franz Höbarth vor 1822 errichtet wurde. Die beiden Obergeschoße besitzen eine markante Gliederung mit ionischen Wandpfeilern. | BDA-Hist.: Q37978862 Status: Bescheid Stand der BDA-Liste: 2025-06-30 Name: Bürgerhaus GstNr.: 289 Graben 4 (Linz)                                                                                                  |
| ja    | Datei hochladen | Bürgerhaus, Hergeth-Haus HERIS-ID: 38102 Objekt-ID: 37610 Linz: 468                                                               | Graben 7 Standort KG: Linz                                          | Das Gebäude besitzt eine spätbarocke Fassade und wurde um 1740 von Sebastian Hergeth erbaut. Ein markanter Mittelerker stammt vermutlich aus der Erbauungszeit. | BDA-Hist.: Q37978870 Status: Bescheid Stand der BDA-Liste: 2025-06-30 Name: Bürgerhaus, Hergeth-Haus GstNr.: 293 Graben 7 (Linz)                                                                                    |
| ja    | Datei hochladen | Bürgerhaus HERIS-ID: 43577 Objekt-ID: 44199 Linz: 475                                                                             | Graben 8 Standort KG: Linz                                          | Das Bürgerhaus aus der Zeit um 1830 ist ornamentlos, hat aber ein damals übliches Lünettenmotiv oberhalb der Fenster. | BDA-Hist.: Q38003998 Status: Bescheid Stand der BDA-Liste: 2025-06-30 Name: Bürgerhaus GstNr.: 288/1 Graben 8 (Linz)                                                                                                |
| ja    | Datei hochladen | Wohnhaus, Eberstorfferisch Haus, Kaindl Haus HERIS-ID: 11920 Objekt-ID: 8049 Linz: 474                                            | Graben 11 Standort KG: Linz                                         | Die Fassade des 1819 gebaute klassizistischen Hauses wurde 1945 abgeschlagen, das korbbogige Tor mit Rosette im Schlussstein ist aber noch erhalten. | BDA-Hist.: Q38116865 Status: Bescheid Stand der BDA-Liste: 2025-06-30 Name: Wohnhaus, Eberstorfferisch Haus, Kaindl Haus GstNr.: 725 Graben 11 (Linz)                                                               |
| ja    | Datei hochladen | Bürgerhaus HERIS-ID: 38103 Objekt-ID: 37611                                                                                       | Graben 12 Standort KG: Linz                                         | | BDA-Hist.: Q37978887 Status: Bescheid Stand der BDA-Liste: 2025-06-30 Name: Bürgerhaus GstNr.: 286 Graben 12 (Linz)                                                                                                 |
| ja    | Datei hochladen | Bürgerhaus HERIS-ID: 38104 Objekt-ID: 37612 Linz: 476                                                                             | Graben 16 Standort KG: Linz                                         | Der ehemalige Gasthof Zum weißen Hahn wurde 1809 errichtet und 1833/34 aufgestockt. die Fassade ist mit verzierten Parapetfeldern und Mauerstreifen gegliedert. | BDA-Hist.: Q37978899 Status: Bescheid Stand der BDA-Liste: 2025-06-30 Name: Bürgerhaus GstNr.: 281 Graben 16 (Linz)                                                                                                 |
| ja    | Datei hochladen | Bürgerhaus HERIS-ID: 38105 Objekt-ID: 37613 Linz: 477                                                                             | Graben 22 Standort KG: Linz                                         | Ein spätbarockes Bürgerhaus aus dem Jahre 1786 mit einer auffallend geschwungenen Attika mit Puttenstatuen, die von klassizistischen Vasen flankiert sind. | BDA-Hist.: Q37978911 Status: Bescheid Stand der BDA-Liste: 2025-06-30 Name: Bürgerhaus GstNr.: 279 Graben 22 (Linz)                                                                                                 |
| ja    | Datei hochladen | Wohn- und Geschäftshaus HERIS-ID: 93290 Objekt-ID: 108306 Linz: 484seit 2012                                                      | Graben 32b Standort KG: Linz                                        | Das Gebäude für die Erste Linzer Maschinenstrickerei wurde 1905 von Matthäus Schlager erbaut. Es ist noch in den Formen des Späthistorismus gehalten, allerdings sind Erdgeschoß und Mezzanin bereits als Geschäftszone zusammengefasst und weisen secessionistisch geprägten Dekor auf. | BDA-Hist.: Q37761886 Status: Bescheid Stand der BDA-Liste: 2025-06-30 Name: Wohn- und Geschäftshaus GstNr.: 273/2                                                                                                   |
| ja    | Datei hochladen | Kommunaler Wohnbau HERIS-ID: 109731 Objekt-ID: 127365                                                                             | Gruberstraße 66-78, gerade Nummern Standort KG: Linz                | | BDA-Hist.: Q37815443 Status: § 2a Stand der BDA-Liste: 2025-06-30 Name: Kommunaler Wohnbau GstNr.: 592/39 Kommunaler Wohnbau Gruberstraße 66-78                                                                     |
| ja    | Datei hochladen | Wohnhaus HERIS-ID: 15341 Objekt-ID: 11585                                                                                         | Gruberstraße 69 Standort KG: Linz                                   | Anmerkung: Im Statistischen Bezirk Kaplanhof | BDA-Hist.: Q37774637 Status: Bescheid Stand der BDA-Liste: 2025-06-30 Name: Wohnhaus GstNr.: 592/19 |
| ja    | Datei hochladen | Wohnhaus HERIS-ID: 81975 Objekt-ID: 95775 Linz: 986                                                                               | Gruberstraße 71 Standort KG: Linz                                   | Das Haus mit neoklassizistischen Dekorformen wurde 1923 von Karl Krenmayr erbaut. Markant ist der Mittelrisalit mit Riesenpilastern, die in vasengeschmückten Balkonvorbauten auslaufen. Anmerkung: Im Statistischen Bezirk Kaplanhof | BDA-Hist.: Q38177346 Status: § 2a Stand der BDA-Liste: 2025-06-30 Name: Wohnhaus GstNr.: 592/22 |
| ja    | Datei hochladen | Hagenthal-Stöckel HERIS-ID: 95608 Objekt-ID: 110970 Linz: 839                                                                     | Hafnerstraße 3 Standort KG: Linz                                    | Der an drei Seiten freistehende Bau ohne Straßenportal wurde um 1720 für einen gewissen J.L.M. Hagenthal erbaut. Die Fenster sind von doppelt profilierten geschweiften Verdachungen auf breiten Konsolen bekrönt, einige weisen barocke Fensterkörbe auf. | BDA-Hist.: Q37766564 Status: Bescheid Stand der BDA-Liste: 2025-06-30 Name: Hagenthal-Stöckel GstNr.: 1770/6 |
| ja    | Datei hochladen | Adamsches Haus HERIS-ID: 52375 Objekt-ID: 58991 Linz: 843                                                                         | Hafnerstraße 13 Standort KG: Linz                                   | Das Haus, ein an der Südwest-Ecke des Domparks gelegenes, freistehendes dreigeschoßiges Bürgerpalais, wurde 1783 für den k. k. Buchhalter Johann Franz Adam erbaut. Anmerkung: Identadresse Stifterstraße 6 | BDA-Hist.: Q38050849 Status: § 2a Stand der BDA-Liste: 2025-06-30 Name: Adamsches Haus GstNr.: 1770/5 |
| ja    | Datei hochladen | Priesterseminar, ehem. Kommende des deutschen Ritterordens HERIS-ID: 103594 Objekt-ID: 120105                                     | Harrachstraße 5, 7 Standort KG: Linz                                | Die Kommende des Deutschen Ritterordens wurde 1713 im Freihaus Clam errichtet. 1804 entstand ein Priesterseminar und die Seminarkirche. | BDA-Hist.: Q37798117 Status: § 2a Stand der BDA-Liste: 2025-06-30 Name: Priesterseminar, ehem. Kommende des deutschen Ritterordens GstNr.: 789/5, 800/1, 800/3 Priesterseminar (Linz)                               |
| ja    | Datei hochladen | Ehem. Deutschordenskirche Hl. Kreuz, Seminarkirche Hl. Kreuz HERIS-ID: 52283 Objekt-ID: 58883 Linz: 576                           | Harrachstraße 7 Standort KG: Linz                                   | Der Bau der Kirche wurde 1718 begonnen. Die vom Architekten Johann Lucas von Hildebrand geplante und vom Baumeister Johann Michael Prunner errichtete Kirche wurde 1725 geweiht. Es handelt sich um eine bedeutende längselliptische Kreuzkuppelkirche. | BDA-Hist.: Q38050472 Status: § 2a Stand der BDA-Liste: 2025-06-30 Name: Ehem. Deutschordenskirche Hl. Kreuz, Seminarkirche Hl. Kreuz GstNr.: 800/1 Priesterseminarkirche Heilig Kreuz (Linz)                        |
| ja    | Datei hochladen | Wohnhaus HERIS-ID: 63149 Objekt-ID: 75759 Linz: 852                                                                               | Harrachstraße 16 Standort KG: Linz                                  | Das späthistoristische Wohnhaus in den Neorenaissance-Formen wurde 1890 von Michael Lettmayr erbaut. | BDA-Hist.: Q38102318 Status: Bescheid Stand der BDA-Liste: 2025-06-30 Name: Wohnhaus GstNr.: 944 |
| ja    | Datei hochladen | Wohnhaus HERIS-ID: 95480 Objekt-ID: 110836                                                                                        | Harrachstraße 17 Standort KG: Linz                                  | | BDA-Hist.: Q37766349 Status: § 2a Stand der BDA-Liste: 2025-06-30 Name: Wohnhaus GstNr.: 833/1 |
| ja    | Datei hochladen | Wohnhaus HERIS-ID: 63147 Objekt-ID: 75757 Linz: 854                                                                               | Harrachstraße 20 Standort KG: Linz                                  | Das Gebäude wurde gemeinsam mit dem Nachbarhaus Nr. 22 um 1870 von Michael Lettmayr erbaut. Es weist Neorenaissance-Formen auf. | BDA-Hist.: Q38102309 Status: Bescheid Stand der BDA-Liste: 2025-06-30 Name: Wohnhaus GstNr.: 942/3 |
| ja    | Datei hochladen | Miethaus HERIS-ID: 95482 Objekt-ID: 110839 Linz: 857seit 2015                                                                     | Harrachstraße 33 Standort KG: Linz                                  | Das Wohnhaus in expressionistischem Stil wurde 1931 nach Plänen der Architekten Sturmberger und Estermann auf der Eckparzelle Harrachstraße / Betlehemstraße errichtet. Die halbrunden Erker der Obergeschoße vermitteln den Eindruck einer wellenförmigen Fassade. | BDA-Hist.: Q37766358 Status: Bescheid Stand der BDA-Liste: 2025-06-30 Name: Miethaus GstNr.: 856 |
| ja    | Datei hochladen | Anlage Rathausgeviert HERIS-ID: 45644 Objekt-ID: 47021 Linz: 487                                                                  | Hauptplatz 1 u. a. Standort KG: Linz                                | Der frühbarocke Gebäudekomplex (insbesondere die Hauptfassade) stammt in der heutigen Form aus den 1670er Jahren, geht aber auf ältere Bauwerke zurück, die in ihm einbezogen sind. Zum Hauptplatz hin ist die Fassade pilastergegliedert, die Seitenfassade in der Rathausgasse ist schlichter. Oberhalb des schlichten Hauptportals befindet sich ein Balkon aus dem vierten Viertel des 18. Jahrhunderts. Der achteckige Eckturm überragt die Fassade um ein Geschoß und weist eine Turmuhr mit zwei Ziffernblättern auf. | BDA-Hist.: Q439418 Status: § 2a Stand der BDA-Liste: 2025-06-30 Name: Anlage Rathausgeviert GstNr.: 20, 7 Altes Rathaus (Linz)                                                                                      |
| ja    | Datei hochladen | Bürgerhaus HERIS-ID: 38108 Objekt-ID: 37616 Linz: 493                                                                             | Hauptplatz 2 Standort KG: Linz                                      | Das Gebäude wurde 1570 erstmals urkundlich erwähnt. Seit 1680 beherbergt es einen Gasthof. Der Name „Zum goldenen Bären“ ist seit 1808 bekannt. Die Fassade zum Hauptplatz wurde in den Jahren 1887 und 1888 von Michael Lettmayr neu gestaltet. | BDA-Hist.: Q37978932 Status: Bescheid Stand der BDA-Liste: 2025-06-30 Name: Bürgerhaus GstNr.: 22 Hauptplatz 2 (Linz)                                                                                               |
| ja    | Datei hochladen | Ehrenletzberger-Haus HERIS-ID: 38109 Objekt-ID: 37617 Linz: 495                                                                   | Hauptplatz 4 Standort KG: Linz                                      | Erbaut wurde das Gebäude in der zweiten Hälfte des 16. Jahrhunderts. Auffallend sind zwei seitliche halbrunde Erker. Weiters erwähnenswert sind ein Arkadenhof mit Nischenplastiken und ein Ölbergrelief aus Stein im Flur des oberen Geschoßes, welches aus dem Jahre 1520 stammt. | BDA-Hist.: Q37978944 Status: Bescheid Stand der BDA-Liste: 2025-06-30 Name: Ehrenletzberger-Haus GstNr.: 24 Hauptplatz 4 (Linz)                                                                                     |
| ja    | Datei hochladen | Brückenkopfgebäude Ost, ehem. Finanzamt HERIS-ID: 52267 Objekt-ID: 58865 Linz: 496                                                | Hauptplatz 5, 6 Standort KG: Linz                                   | Das Brückenkopfgebäude wurde nach Vollendung der Nibelungenbrücke in klassizistischen Formen nach einem Entwurf von Roderich Fick in den Jahren 1940 bis 1943 errichtet. Das Gebäude beherbergt heute die Kunstuniversität Linz. | BDA-Hist.: Q30150970 Status: Bescheid Stand der BDA-Liste: 2025-06-30 Name: Brückenkopfgebäude Ost, ehem. Finanzamt GstNr.: 62 Brückenkopfgebäude Ost, Hauptplatz 5,6, Linz                                         |
| ja    | Datei hochladen | Brückenkopfgebäude West, Kunstuniversität HERIS-ID: 96399 Objekt-ID: 111892 Linz: 496                                             | Hauptplatz 8, 8a, 9 Standort KG: Linz                               | Das Brückenkopfgebäude wurde nach Vollendung der Nibelungenbrücke in klassizistischen Formen nach einem Entwurf von Roderich Fick in den Jahren 1940 bis 1943 errichtet. Im Hof befindet sich ein Granitbrunnen mit Wappen aus dem 17. Jahrhundert und einer Mittelsäule mit Sirene von Erich Ruprechter aus dem Jahre 1956. Das Gebäude beherbergt heute die Kunstuniversität Linz. | BDA-Hist.: Q30150974 Status: Bescheid Stand der BDA-Liste: 2025-06-30 Name: Brückenkopfgebäude West, Kunstuniversität GstNr.: 70/2, 70/3 Brückenkopfgebäude West, Hauptplatz 8, Linz                                |
| ja    | Datei hochladen | Bürgerhaus, Hartwagner-Haus HERIS-ID: 38110 Objekt-ID: 37618 Linz: 497                                                            | Hauptplatz 10 Standort KG: Linz                                     | Der Kern des Hauses stammt aus der zweiten Hälfte des 15. Jahrhunderts. Der Arkadenhof aus dem späten 16. Jahrhundert und die barocke Fassade entstand um 1740. Die Fassade des Erkers entstand laut Bauinschrift im Jahre 1818. Bemerkenswert ist eine Fensterbank mit wappenhaltenden Drachen aus dem 15. Jahrhundert. | BDA-Hist.: Q37978957 Status: Bescheid Stand der BDA-Liste: 2025-06-30 Name: Bürgerhaus, Hartwagner-Haus GstNr.: 91 Hauptplatz 10 (Linz)                                                                             |
| ja    | Datei hochladen | Bankhaus HERIS-ID: 38111 Objekt-ID: 37619 Linz: 498                                                                               | Hauptplatz 11 Standort KG: Linz                                     | Das Bankhaus wurde 1907 gebaut, die Fassade wurde 1936 vereinfacht. Gegliedert ist sie durch Putzfelder, der runde Eckerker sitzt auf zwei gerillten Granitschalen. | BDA-Hist.: Q37978970 Status: Bescheid Stand der BDA-Liste: 2025-06-30 Name: Bankhaus GstNr.: 91 Hauptplatz 11 (Linz)                                                                                                |
| ja    | Datei hochladen | Bürgerhaus, Kappler-Haus HERIS-ID: 38112 Objekt-ID: 37620 Linz: 500                                                               | Hauptplatz 12 Standort KG: Linz                                     | Das Haus ist eine Zusammenfassung mehrerer Häuser, die schon im frühen 16. Jahrhundert erwähnt und später gemeinsam barock fassadiert wurden. Insbesondere die unregelmäßigen Fensterachsen in Hofgasse zeigen die Unterschiede noch an. Das Haus ist durch vertikale Putzfelder gegliedert, die Fensterverdachungen im zweiten Obergeschoß sind geschwungen, im dritten gerade. | BDA-Hist.: Q37978995 Status: Bescheid Stand der BDA-Liste: 2025-06-30 Name: Bürgerhaus, Kappler-Haus GstNr.: 116 Hauptplatz 12 (Linz)                                                                               |
| ja    | Datei hochladen | Bürgerhaus, Doblinger-Haus HERIS-ID: 38113 Objekt-ID: 37621 Linz: 501                                                             | Hauptplatz 13 Standort KG: Linz                                     | Das spätgotische Haus mit Arkadenhof erhielt 1836 von Franz Höbarth die heutige spätklassizistische Fassade. | BDA-Hist.: Q37979005 Status: Bescheid Stand der BDA-Liste: 2025-06-30 Name: Bürgerhaus, Doblinger-Haus GstNr.: 117 Hauptplatz 13 (Linz)                                                                             |
| ja    | Datei hochladen | Dreifaltigkeitssäule HERIS-ID: 59919 Objekt-ID: 71603 Linz: 734                                                                   | gegenüber Hauptplatz 13 Standort KG: Linz                           | Die Säule wurde nach einem Gelübde der Stadt Linz 1717–1723 errichtet, nachdem diese die Pestepidemie von 1713 überstanden hatte. Der Entwurf stammt von Antonio Beduzzi. Über dem dreiseitigen Sockel befindet sich eine Wolkensäule, die von einer vergoldeten Dreifaltsigkeitsdarstellung bekrönt ist. | BDA-Hist.: Q1257756 Status: § 2a Stand der BDA-Liste: 2025-06-30 Name: Dreifaltigkeitssäule GstNr.: 2939/1 Dreifaltigkeitssäule (Linz)                                                                              |
| ja    | Datei hochladen | Wohn- und Geschäftshaus, Kirchmayr-Haus HERIS-ID: 95640 Objekt-ID: 111004 Linz: 502                                               | Hauptplatz 14 Standort KG: Linz                                     | Das neobarocke Haus stammt aus dem Jahr 1907, im gotischen Vorgängerbau lebte u. a. Johann Baptist Spaz. Die Sockelzone ist hervorgehoben, der Mittelerker ruht auf Kragsteinen auf. | BDA-Hist.: Q14906951 Status: § 57-Mandatsbescheid Stand der BDA-Liste: 2025-06-30 Name: Wohn- und Geschäftshaus, Kirchmayr-Haus GstNr.: 118 Hauptplatz 14 (Linz)                                                    |
| ja    | Datei hochladen | Bürgerhaus, Konditor-Haus HERIS-ID: 38114 Objekt-ID: 37622 Linz: 503                                                              | Hauptplatz 15-16 Standort KG: Linz                                  | Ein dreiachsiges, fünfgeschoßiges Gebäude mit barockisierter Fassade und einer auffälligen Wetterfahne am Dachgiebel. In der Liste der Besitzer dieses Gebäudes findet man auch den ehemaligen Linzer Bürgermeister Johann Adam Pruner. | BDA-Hist.: Q37979014 Status: Bescheid Stand der BDA-Liste: 2025-06-30 Name: Bürgerhaus, Konditor-Haus GstNr.: 119/1 Hauptplatz 15 (Linz)                                                                            |
| ja    | Datei hochladen | Glockenring HERIS-ID: 110119 Objekt-ID: 127773 Linz: 3048                                                                         | vor Hauptplatz 15 Standort KG: Linz                                 | Ein im Boden befindlicher Eisenring mit den sichtbaren Jahreszahlen 1693 und 1979 soll an die Präsentation einer für die Stadtpfarrkirche gegossene Glocke erinnern. | BDA-Hist.: Q37817249 Status: § 2a Stand der BDA-Liste: 2025-06-30 Name: Glockenring GstNr.: 2939/1 Glockenring am Hauptplatz (Linz)                                                                                 |
| ja    | Datei hochladen | Bürgerhaus HERIS-ID: 38115 Objekt-ID: 37623 Linz: 504                                                                             | Hauptplatz 16 Standort KG: Linz                                     | Das spätgotische Gebäude mit drei Achsen und vier Geschoßen besitzt eine barocke Fassade, die um 1730 entstanden ist. Bemerkenswert sind die Fensterbekrönungen im zweiten und dritten Obergeschoß. Unter den seit 1571 bekannten Besitzern findet sich auch der ehemalige Linzer Bürgermeister Reinhold Körner, der das Gebäude 1841 erwarb. | BDA-Hist.: Q37979029 Status: Bescheid Stand der BDA-Liste: 2025-06-30 Name: Bürgerhaus GstNr.: 120/1 Hauptplatz 16 (Linz)                                                                                           |
| ja    | Datei hochladen | Bürgerhaus HERIS-ID: 38116 Objekt-ID: 37624 Linz: 505                                                                             | Hauptplatz 17 Standort KG: Linz                                     | Das Haus wurde 1571 erwähnt, um 1740 wurde die Fassade barockisiert. Die Obergeschoße ruhen auf vier Marmorpfeilern auf, die mittlere Achse bildet einen Erker. | BDA-Hist.: Q37979042 Status: Bescheid Stand der BDA-Liste: 2025-06-30 Name: Bürgerhaus GstNr.: 121 Hauptplatz 17 (Linz)                                                                                             |
| ja    | Datei hochladen | Bürgerhaus, Feichtingerhaus HERIS-ID: 38117 Objekt-ID: 37625 Linz: 506                                                            | Hauptplatz 18 Standort KG: Linz                                     | Ein Palais des Frühbarocks mit Hermenpilastern an der Fassade und zwei Erkern in den äußeren Achsen des ersten Obergeschoßes. Zentral in der Mittelachse befindet sich eine gerahmte Nische mit einer steinernen Schmerzhaften Muttergottes aus dem Ende des 17. Jahrhunderts. Erwähnenswert ist auch das Granitportal aus der zweiten Hälfte des 17. Jahrhunderts. | BDA-Hist.: Q37979056 Status: Bescheid Stand der BDA-Liste: 2025-06-30 Name: Bürgerhaus, Feichtingerhaus GstNr.: 122 Feichtinger-Haus                                                                                |
| ja    | Datei hochladen | Gasthaus, Hinterhaus mit ehem. Stallungen HERIS-ID: 38118 Objekt-ID: 37626                                                        | Hauptplatz 18 Standort KG: Linz                                     | Die Parzellenform des Hauses ist schmal und langgestreckt, der Hof ist noch in gotischen Formen. | BDA-Hist.: Q37979071 Status: Bescheid Stand der BDA-Liste: 2025-06-30 Name: Gasthaus, Hinterhaus mit ehem. Stallungen GstNr.: 123/2                                                                                 |
| ja    | Datei hochladen | Hotel Wolfinger HERIS-ID: 38119 Objekt-ID: 37627 Linz: 507                                                                        | Hauptplatz 19 Standort KG: Linz                                     | Das Haus ist seit 1533 nachgewiesen, die Fassade mit unregelmäßig ausgeteilten Fensterachsen wurde in der ersten Hälfte des 19. Jahrhunderts spätklassizistisch erneuert. | BDA-Hist.: Q37979083 Status: Bescheid Stand der BDA-Liste: 2025-06-30 Name: Hotel Wolfinger GstNr.: 123/1 Hauptplatz 19 (Linz)                                                                                      |
| ja    | Datei hochladen | Bürgerhaus, Schmidtberger-Haus HERIS-ID: 38120 Objekt-ID: 37628 Linz: 508                                                         | Hauptplatz 20 Standort KG: Linz                                     | Das Schmidtberger-Haus ist ein spätgotisches Langhofhaus mit 6,5 m Breite und 60 m Länge. Ursprünglich mit dreigeschoßiger giebelständiger Hauptplatzfassade mit Breiterker, wurde im Barock um zwei weitere Geschoße aufgestockt mit traufständigem Abschluss. | BDA-Hist.: Q1695789 Status: Bescheid Stand der BDA-Liste: 2025-06-30 Name: Bürgerhaus, Schmidtberger-Haus GstNr.: 124/1, 124/2 Hauptplatz 20 (Linz)                                                                 |
| ja    | Datei hochladen | Bürgerhaus, Ehem. Gasthof „Zum Elefanten“ HERIS-ID: 38121 Objekt-ID: 37629 Linz: 510                                              | Hauptplatz 21 Standort KG: Linz                                     | Ein im Kern spätgotisches Gebäude mit stuckverzierter Fassade aus der ersten Hälfte des 18. Jahrhunderts. Als Besonderheit gilt die Darstellung der überlebensgroßen „wilden Männer“ in Stuckrelief, die vermutlich von Johann Kaspar Modler aus dem Jahre 1771 stammen. Einzigartig auch die Darstellung des Elefanten Soliman über dem Portal. | BDA-Hist.: Q37979102 Status: Bescheid Stand der BDA-Liste: 2025-06-30 Name: Bürgerhaus, Ehem. Gasthof „Zum Elefanten“ GstNr.: 125 Hauptplatz 21 (Linz)                                                              |
| ja    | Datei hochladen | Ehem. Neptunbrunnen HERIS-ID: 109823 Objekt-ID: 127460 Linz: 228                                                                  | gegenüber Hauptplatz 21 Standort KG: Linz                           | Der Brunnen besteht aus einem oktogonalen Becken, auf dessen Seitenwänden von Josef Huber geschaffene Wappenkartuschen der sieben landesfürstlichen Städte Oberösterreichs (Enns, Freistadt, Gmunden, Linz, Steyr, Vöcklabruck und Wels) dargestellt sind. Der Mittelpfeiler ist aus weißem Marmor und zeigt vier Wasser speiende Löwenköpfe zwischen vier Voluten und darüber vier ebenfalls Wasser speiende Delfine. Eine von Johann Spatz geschaffene Neptunstatue gab dem Brunnen den Namen. Die Statue ist aber verschollen. | BDA-Hist.: Q37815596 Status: § 2a Stand der BDA-Liste: 2025-06-30 Name: Ehem. Neptunbrunnen GstNr.: 2939/1 Neptunbrunnen (Linz, Hauptplatz)                                                                         |
| ja    | Datei hochladen | Bürgerhaus, Figur HERIS-ID: 38122 Objekt-ID: 37630 Linz: 511                                                                      | Hauptplatz 22 Standort KG: Linz                                     | Ein im Kern spätgotisches Gebäude mit frühbarocker Fassade. In einer Rundnische des Eckhauses befindet sich eine Sandsteinplastik des hl. Florian aus der ersten Hälfte des 18. Jahrhunderts. Das Gebäude entstand vermutlich durch die Zusammenlegung von zwei oder drei gotischen Häusern und wurde 1595 erstmals urkundlich erwähnt. | BDA-Hist.: Q37979114 Status: Bescheid Stand der BDA-Liste: 2025-06-30 Name: Bürgerhaus, Figur GstNr.: 126 Hauptplatz 22 (Linz)                                                                                      |
| ja    | Datei hochladen | Bürgerhaus, ehem. Windhag'sches Herrenhaus HERIS-ID: 38123 Objekt-ID: 37631 Linz: 512                                             | Hauptplatz 23 Standort KG: Linz                                     | Das ehemalige Windhag´sche Palais mit renaissancezeitlichem Aussehen wurde 1632 errichtet. Es hat einen Arkadenhof der aus dem frühen 16. Jahrhundert stammt. Die Erhöhung auf fünf Geschoße erfolgte im 19. Jahrhundert. | BDA-Hist.: Q37979122 Status: Bescheid Stand der BDA-Liste: 2025-06-30 Name: Bürgerhaus, ehem. Windhag'sches Herrenhaus GstNr.: 227/1 Hauptplatz 23 (Linz)                                                           |
| ja    | Datei hochladen | Wohnhaus HERIS-ID: 96473 Objekt-ID: 111971 Linz: 513                                                                              | Hauptplatz 24 Standort KG: Linz                                     | Das langgestreckte dreiachsige Haus hat eine Passage Richtung Promenade. Es ist im Kern spätmittelalterlich, wurde aber 1850–1852 von Johann Metz grundlegend umgebaut. | BDA-Hist.: Q37768114 Status: Bescheid Stand der BDA-Liste: 2025-06-30 Name: Wohnhaus GstNr.: 228 Hauptplatz 24 (Linz)                                                                                               |
| ja    | Datei hochladen | Bürgerhaus, ehem. Palais Weissenwolff HERIS-ID: 38124 Objekt-ID: 37632 Linz: 514                                                  | Hauptplatz 27 Standort KG: Linz                                     | Das Gebäude wurde 1385 erstmals urkundlich erwähnt. Um 1660 ließ Graf Weissenwolff das Haus von Grund auf neu erbauen. Heute beeindrucken vor allem kolossale Wandpfeiler und ein mächtiges Säulenportal an der Hauptfront. | BDA-Hist.: Q37979134 Status: Bescheid Stand der BDA-Liste: 2025-06-30 Name: Bürgerhaus, ehem. Palais Weissenwolff GstNr.: 247 Hauptplatz 27 (Linz)                                                                  |
| ja    | Datei hochladen | Bürgerhaus HERIS-ID: 38125 Objekt-ID: 37633 Linz: 515                                                                             | Hauptplatz 28 Standort KG: Linz                                     | Das im Kern spätgotische Bürgerhaus um 1700 barockisiert. Die Schauseite ist zum Hauptplatz hin, die Fassade zur Domgasse ist schlichter. Die Mittelachse zum Hauptplatz ist als turmartig erhöhter Risalit ausgeführt. | BDA-Hist.: Q37979145 Status: Bescheid Stand der BDA-Liste: 2025-06-30 Name: Bürgerhaus GstNr.: 248 Hauptplatz 28 (Linz)                                                                                             |
| ja    | Datei hochladen | Bürgerhaus, Apothekerhaus zum weißen Adler, Hofstätterapotheke HERIS-ID: 38126 Objekt-ID: 37634 Linz: 516                         | Hauptplatz 29 Standort KG: Linz                                     | Das Gebäude erscheint mit einer eigenwilligen Fassade aus der zweiten Hälfte des 17. Jahrhunderts, da durch das zurückgesetzte Nachbarhaus eine zusätzliche Fensterachse entsteht. Auch die auffallende Einteilung der Fenster mit geringen Achsabstände trägt dazu bei. Bemerkenswert sind auch die Breiterker auf säulengestützten Konsolen. Seit 1771 ist das Gebäude mit dem Namen „Zum weißen Adler“ bekannt. | BDA-Hist.: Q37979155 Status: Bescheid Stand der BDA-Liste: 2025-06-30 Name: Bürgerhaus, Apothekerhaus zum weißen Adler, Hofstätterapotheke GstNr.: 249 Hauptplatz 29 (Linz)                                         |
| ja    | Datei hochladen | Bürgerhaus, Schauseiten des Hauses HERIS-ID: 38128 Objekt-ID: 37636 Linz: 517                                                     | Hauptplatz 30 Standort KG: Linz                                     | Der ehemalige Gasthof Zum goldenen Engel ist aus der Vereinigung spätgotischer zweier Bürgerhäuser hervorgegangen, die Fassade stammt aus der Zeit um 1680. An der Gebäudekante befindet sich ein dreiseitiger Eckrisalit mit geschweiftem Dach und Dachknauf. | BDA-Hist.: Q37979175 Status: Bescheid Stand der BDA-Liste: 2025-06-30 Name: Bürgerhaus, Schauseiten des Hauses GstNr.: 250 Hauptplatz 30 (Linz)                                                                     |
| ja    | Datei hochladen | Bürgerhaus, Schauseiten des Hauses HERIS-ID: 38129 Objekt-ID: 37637 Linz: 518                                                     | Hauptplatz 31 Standort KG: Linz                                     | Das Gebäude wurde 1958 neu errichtet, lehnt sich aber in der Erscheinung an den spätgotischen Vorgängerbau an. Einige Details weichen ab, so sind die Dreiecksgiebelverdachungen am Eck ein neues Element. | BDA-Hist.: Q37979185 Status: Bescheid Stand der BDA-Liste: 2025-06-30 Name: Bürgerhaus, Schauseiten des Hauses GstNr.: 20 Hauptplatz 31 (Linz)                                                                      |
| ja    | Datei hochladen | Bürgerhaus HERIS-ID: 38130 Objekt-ID: 37638 Linz: 519                                                                             | Hauptplatz 32 Standort KG: Linz                                     | Das spätgotische Haus wurde 1877 neu fassadiert. Bei einem Geschäftsumbau 1969 wurden im Erdgeschoß Renaissance-Pfeiler gefunden. | BDA-Hist.: Q37979203 Status: Bescheid Stand der BDA-Liste: 2025-06-30 Name: Bürgerhaus GstNr.: 15 Hauptplatz 32 (Linz)                                                                                              |
| ja    | Datei hochladen | Schutzengelapotheke – ehem. Freihaus Sprinzenstein HERIS-ID: 38131 Objekt-ID: 37639 Linz: 291                                     | Herrenstraße 2 Standort KG: Linz                                    | Das Gebäude stammt aus dem frühen 17. Jahrhundert und wurde Mitte des 19. Jahrhunderts aufgestockt und neu fassadiert. Es befindet sich gegenüber dem Landhausportal und ist somit für das Stadtbild bedeutend, außerdem ist es ein charakteristisches Gebäude für den Althausbestand außerhalb der Altstadt. An der Ecke befindet sich eine Immaculata-Figur. | BDA-Hist.: Q37979213 Status: Bescheid Stand der BDA-Liste: 2025-06-30 Name: Schutzengelapotheke – ehem. Freihaus Sprinzenstein GstNr.: 1856 Schutzengelapotheke, Linz                                               |
| ja    | Datei hochladen | Bürgerhaus HERIS-ID: 38132 Objekt-ID: 37640 Linz: 292                                                                             | Herrenstraße 3 Standort KG: Linz                                    | Das aus dem Jahr 1796 stammende Haus weist josephinischen Dekor mit dekorativen Putzfelder auf. Die Haustür im Rechteckportal stammt noch aus der Bauzeit. | BDA-Hist.: Q37979223 Status: Bescheid Stand der BDA-Liste: 2025-06-30 Name: Bürgerhaus GstNr.: 1854 |
| ja    | Datei hochladen | Bürgerhaus HERIS-ID: 38133 Objekt-ID: 37641 Linz: 293                                                                             | Herrenstraße 4 Standort KG: Linz                                    | Das aus der Zeit um 1790 stammende Bürgerhaus weist eine zeittypische Plattenstilfassade auf. | BDA-Hist.: Q37979232 Status: Bescheid Stand der BDA-Liste: 2025-06-30 Name: Bürgerhaus GstNr.: 1857 |
| ja    | Datei hochladen | Bürgerhaus, Gleinker Stiftshaus HERIS-ID: 38134 Objekt-ID: 37642 Linz: 294                                                        | Herrenstraße 5 Standort KG: Linz                                    | Ein dreigeschoßiger, fünfachsiger Barockbau mit einer Fassade von Johann Michael Prunner aus den Jahren 1719 und 1720. Auffallend sind ein steinernes Rechteckportal mit seitlichen Konsolen und stuckverzierten Fensterbekrönungen in den beiden oberen Geschoßen. Erstmals 1595 urkundlich erwähnt war das Gebäude ab 1689 lange Zeit im Besitz des Stiftes Gleink, bevor es später in Privatbesitz überging. | BDA-Hist.: Q37979242 Status: Bescheid Stand der BDA-Liste: 2025-06-30 Name: Bürgerhaus, Gleinker Stiftshaus GstNr.: 1855 Herrenstraße 5 (Linz)                                                                      |
| ja    | Datei hochladen | Bürgerhaus HERIS-ID: 38135 Objekt-ID: 37643 Linz: 295                                                                             | Herrenstraße 6 Standort KG: Linz                                    | Das Miethaus stammt aus dem Jahr 1840 von Johann Rueff und hat eine schlichte spätklassizistische Fassade. | BDA-Hist.: Q37979253 Status: Bescheid Stand der BDA-Liste: 2025-06-30 Name: Bürgerhaus GstNr.: 1858, 1868/2 |
| ja    | Datei hochladen | Bürgerhaus, Mondseer Stiftshaus HERIS-ID: 38136 Objekt-ID: 37644 Linz: 296                                                        | Herrenstraße 7 Standort KG: Linz                                    | Nachdem 1729 Stift Mondsee das Gebäude kaufte, wurde es nach einem Entwurf von Markus Anton Spaz von Baumeister Antonio Salla umgebaut. Heute besitzt das Gebäude eine barocke Fassade und ein gequadertes Rechteckportal mit Segmentbogengiebel. Die Fensterrahmungen stammen aus der Mitte des 19. Jahrhunderts. | BDA-Hist.: Q37979263 Status: Bescheid Stand der BDA-Liste: 2025-06-30 Name: Bürgerhaus, Mondseer Stiftshaus GstNr.: 1847 Herrenstraße 7 (Linz)                                                                      |
| ja    | Datei hochladen | Wohnhaus HERIS-ID: 78841 Objekt-ID: 92507 Linz: 645                                                                               | Herrenstraße 10 Standort KG: Linz                                   | Das späthistoristische Miethaus stammt aus dem Jahr 1898 von Wilhelm Fabigan und weist reiche Fassadengliederung auf. Die Fassade ist mit Klinker gestaltet, die Gliederung erfolgt in Form von korinthischen Riesenwandpfeilern und schildförmigen Ornamenten in den Sturzfeldern. | BDA-Hist.: Q38153053 Status: § 2a Stand der BDA-Liste: 2025-06-30 Name: Wohnhaus GstNr.: 1860 |
| ja    | Datei hochladen | Wohnhaus HERIS-ID: 78915 Objekt-ID: 92582 Linz: 882                                                                               | Herrenstraße 12 Standort KG: Linz                                   | Das monumentale späthistoristische Eckhaus in barockisierenden Formen stammt aus dem Jahr 1898 von Wilhelm Fabigan Anmerkung: Identadresse Steingasse 4 | BDA-Hist.: Q38153361 Status: § 2a Stand der BDA-Liste: 2025-06-30 Name: Wohnhaus GstNr.: 1861/2, 1861/1 Herrenstraße 12 (Linz)                                                                                      |
| ja    | Datei hochladen | Bischofshof HERIS-ID: 52262 Objekt-ID: 58860 Linz: 299                                                                            | Herrenstraße 19 Standort KG: Linz                                   | Das Gebäude wurde 1700 vom Pfleger von Losenstein Franz Michael Greiner erbaut. 1719 erwarb das Stift Kremsmünster durch Abt Alexander Straßer das Gebäude. Die Pläne für den Neubau stammen von Jakob Prandtauer, für die Errichtung war Franz Michael Pruckmayr verantwortlich. Das Palais stellt einen Baublock um einen Mittelhof mit drei gleichartig gebildeten Schauseiten dar. Die Fassade ist reich gegliedert durch gekuppelte toskanische Wandpfeiler und miteinander verbundenen Fensterumrahmungen in den beiden Obergeschoßen. Der betonte Mittelvorsprung wird von einem Dreieckgiebel bekrönt. | BDA-Hist.: Q38050266 Status: § 2a Stand der BDA-Liste: 2025-06-30 Name: Bischofshof GstNr.: 1793, 1794 Bischofshof, Linz                                                                                            |
| ja    | Datei hochladen | Wohn- und Geschäftshaus HERIS-ID: 78884 Objekt-ID: 92551 Linz: 649                                                                | Herrenstraße 22 Standort KG: Linz                                   | Das frühhistoristische Wohn- und Geschäftshaus stammt aus dem Jahr 1863 von Johann Rueff. Das erste Obergeschoß ist genutet, die Geschoße darüber sind durch Seitenpfeiler zusammengefasst, die in eine Dachbekrönung übergehen. | BDA-Hist.: Q38153193 Status: § 2a Stand der BDA-Liste: 2025-06-30 Name: Wohn- und Geschäftshaus GstNr.: 1886 Herrenstraße 22 (Linz)                                                                                 |
| ja    | Datei hochladen | Eckhaus HERIS-ID: 78887 Objekt-ID: 92554 Linz: 651seit 2015                                                                       | Herrenstraße 24 Standort KG: Linz                                   | Das aus dem Jahr 1791 stammende Haus steht auf drei Seiten frei und hat einen einfachen Fassadendekor. Auffälliges Element ist die Giebelwand mit vier seitlichen, symmetrischen Dachfenstern. | BDA-Hist.: Q38153214 Status: Bescheid Stand der BDA-Liste: 2025-06-30 Name: Eckhaus GstNr.: 1887/2 |
| ja    | Datei hochladen | Dompfarrhof HERIS-ID: 59918 Objekt-ID: 71602 Linz: 652                                                                            | Herrenstraße 26 Standort KG: Linz                                   | Erbaut wurde der heutige Dompfarrhof 1714 von Johann Michael Prunner. Ein zweigeschoßiges Barockpalais mit U-förmigen Grundriss, bei dem der Mittelteil an der Fassade hervortritt. Das Portal aus Sandstein ist mit geschweifter Gesimsverdachung ausgeführt und wird von einem Relief bekrönt, welches das „Christuskind mit Cherubimwolkenkranz“ darstellt. | BDA-Hist.: Q38089184 Status: § 2a Stand der BDA-Liste: 2025-06-30 Name: Dompfarrhof GstNr.: 1791 |
| ja    | Datei hochladen | Kirche und Konvent der Barmherzigen Brüder HERIS-ID: 52301 Objekt-ID: 58905 Linz: 560                                             | Herrenstraße 33 Standort KG: Linz                                   | Kirche und Konvent wurden 1713 von Johann Michael Prunner errichtet, der Bau der Kirche ruhte aber jahrelang und wurde erst 1732 vollendet. Der Konvent gehörte bis 1782 den Karmeliterinnen, 1789 zogen stattdessen die Barmherzigen Brüder ein. Die Kirche ist ein Zentralbau, dem eine mächtige, konkav geschwungene Barockfassade vorgeblendet ist. Die Statuen an den Seitenvoluten (Elias und Johannes vom Kreuz) stammen aus der Bauzeit, die Nischenfigur des Johannes von Gott ist eine Zutat der Barmherzigen Brüder. | BDA-Hist.: Q14530765 Status: § 2a Stand der BDA-Liste: 2025-06-30 Name: Kirche und Konvent der Barmherzigen Brüder GstNr.: 1616/3, 1617, 1620/1 Church and convent of the Brothers Hospitallers, Linz               |
| ja    | Datei hochladen | Barmherzige Schwestern, Kirche und Konvent HERIS-ID: 38139 Objekt-ID: 37647 Linz: 3047                                            | Herrenstraße 35, 37, 39 Standort KG: Linz                           | Der Erstbau von Kloster und Spital erfolgte 1842 und befand sich auf Hausnummer 37, wo nunmehr eine vereinfachte historistische Fassade zu sehen ist. Der Gebäudekomplex wurde in Folge erweitert, der Teil in der Herrenstraße 35 stammt von Friedrich Gangl aus dem Jahr 1937, der Bereich Herrenstraße 39 stammt von Hubert Feichtlbauer aus dem Jahr 1935. | BDA-Hist.: Q37979284 Status: § 2a Stand der BDA-Liste: 2025-06-30 Name: Barmherzige Schwestern, Kirche und Konvent GstNr.: 1623/1 Konvent der Barmherzigen Schwestern, Linz                                         |
| ja    | Datei hochladen | Wohn- und Geschäftshaus HERIS-ID: 52259 Objekt-ID: 58856 Linz: 655                                                                | Herrenstraße 36 Standort KG: Linz                                   | Das Kradl-Haus genannte barocke Bürgerhaus stammt aus dem Jahr 1742, wo es nach einem Brand wiedererrichtet wurde, Ende des 19. Jahrhunderts erfolgte eine Erweiterung. Es liegt stadtbildmäßig wirkungsvoll am Eingang zum Domplatz. Der Grundriss ist hakenförmig, die breitgelagerte Fassade weist ein Dachhäuschen mit Attika und unregelmäßige Fensterachsen im Obergeschoß auf. Anmerkung: Identadresse Domplatz 3 | BDA-Hist.: Q38050227 Status: § 2a Stand der BDA-Liste: 2025-06-30 Name: Wohn- und Geschäftshaus GstNr.: 1770/3 |
| ja    | Datei hochladen | Bürgerhaus HERIS-ID: 78894 Objekt-ID: 92561                                                                                       | Herrenstraße 38 Standort KG: Linz                                   | Anmerkung: Identadresse Domplatz 4, Stifterstraße 2 | BDA-Hist.: Q38153281 Status: § 2a Stand der BDA-Liste: 2025-06-30 Name: Bürgerhaus GstNr.: 1770/3 |
| ja    | Datei hochladen | Wohnhaus HERIS-ID: 38138 Objekt-ID: 37646 Linz: 656                                                                               | Herrenstraße 43 Standort KG: Linz                                   | Das Wohn- und Geschäftshaus stammt aus dem Jahr 1912 von Hans Feichtlbauer. Das Miethaus mit zweigeschoßigem Erker und wellenförmig verlaufenden Dachgiebel weist teils secessionistische, teils Heimatstil-Dekorformen auf. | BDA-Hist.: Q37979274 Status: Bescheid Stand der BDA-Liste: 2025-06-30 Name: Wohnhaus GstNr.: 1466 Herrenstraße 43 (Linz)                                                                                            |
| ja    | Datei hochladen | Neptunbrunnen HERIS-ID: 102422 Objekt-ID: 118824 Linz: 2390                                                                       | bei Hessenplatz 2 Standort KG: Linz                                 | Der ehemalige Jupiterbrunnen wurde 1686 geschaffen und stand am nördlichen Ende des Hauptplatzes. Er trug als Bekrönung eine verloren gegangene Skulptur des Jupiter. 1872 wurde der Brunnen abgetragen und das Becken, mit Blumen gefüllt, 1876 im Volksgarten aufgestellt. Der gesamte Brunnen wurde dann auf den Hessenplatz transferiert und 1894 von Franz Stark restauriert und mit einer neuen Neptun-Statue versehen. Das stark profilierte Becken ist mit Wappenornamente mit dem Bindenschild und dem Linzer Stadtwappen geschmückt. Auf einem Sockel in der Mitte des Beckens stehen drei Atlanten, die eine große runde gerippte Schale tragen. Darauf befinden sich drei Meeresfabelwesen, auf deren zusammengedrehten Schwänzen die Neptunfigur steht. | BDA-Hist.: Q37790492 Status: § 2a Stand der BDA-Liste: 2025-06-30 Name: Neptunbrunnen GstNr.: 3000/4 Neptunbrunnen Hessenplatz, Linz                                                                                |
| ja    | Datei hochladen | Wirtschaftskammer Oberösterreich HERIS-ID: 95489 Objekt-ID: 110847 Linz: 2391                                                     | Hessenplatz 3 Standort KG: Linz                                     | Der monumentale Baublock mit erhöhtem Risaliten zum Platz hin wurde nach 1948 anstelle der kriegszerstörten Volksfesthalle von Kurt Schlauss, Gustav Lassy und Paul Theer erbaut. | BDA-Hist.: Q37766373 Status: § 2a Stand der BDA-Liste: 2025-06-30 Name: Wirtschaftskammer OÖ GstNr.: 981/2 |
| ja    | Datei hochladen | Bürgerhaus HERIS-ID: 38140 Objekt-ID: 37648 Linz: 324                                                                             | Hofberg 4 Standort KG: Linz                                         | Das renaissancezeitliche Haus mit Arkadenhof weist oberhalb des Portals die Jahreszahl 1579 auf. Es ersetzte des Freihaus des Stiftes Nonnberg – das älteste urkundlich nachgewiesene Haus von Linz. | BDA-Hist.: Q37979294 Status: Bescheid Stand der BDA-Liste: 2025-06-30 Name: Bürgerhaus GstNr.: 176 Hofberg 4 (Linz)                                                                                                 |
| ja    | Datei hochladen | Bürgerhaus HERIS-ID: 38141 Objekt-ID: 37649 Linz: 322                                                                             | Hofberg 5 Standort KG: Linz                                         | Ein barockisiertes, sechsachsiges Gebäude mit einem Breiterker über die gesamt Hausfront. Die Fassade wurde nach 1726 von Johann Michael Prunner neu gestaltet. Seit 1771 ist der Name „Zur Goldenen Krone“ verzeichnet. | BDA-Hist.: Q37979305 Status: Bescheid Stand der BDA-Liste: 2025-06-30 Name: Bürgerhaus GstNr.: 78 |
| ja    | Datei hochladen | Bürgerhaus, Lebzelterhaus HERIS-ID: 38142 Objekt-ID: 37650 Linz: 326                                                              | Hofberg 6 Standort KG: Linz                                         | Die Schauseite des im Kern spätgotischen Gebäudes springt im ersten Obergeschoß vor und ist darüber im Frühklassizistischen Plattenstil gehalten. Bis 1826 war hier ein Lebzelter-Betrieb. | BDA-Hist.: Q37979316 Status: Bescheid Stand der BDA-Liste: 2025-06-30 Name: Bürgerhaus, Lebzelterhaus GstNr.: 175 Hofberg 6 (Linz)                                                                                  |
| ja    | Datei hochladen | Bürgerhaus HERIS-ID: 38143 Objekt-ID: 37651 Linz: 348                                                                             | Hofberg 7 Standort KG: Linz                                         | Erbaut wurde das Gebäude von Georg Pruckmayr in der zweiten Hälfte des 17. Jahrhunderts. Erwähnenswert sind die mit vorzüglichem Stuck verzierten Fensterbekrönungen. | BDA-Hist.: Q37979327 Status: Bescheid Stand der BDA-Liste: 2025-06-30 Name: Bürgerhaus GstNr.: 82 Hofberg 7 (Linz)                                                                                                  |
| ja    | Datei hochladen | Bürgerhaus, ehem. Gasthaus Zum Goldenen Hirschen HERIS-ID: 38144 Objekt-ID: 37652 Linz: 327                                       | Hofberg 8 Standort KG: Linz                                         | Das ehemalige Gasthaus ist mit 1671 bezeichnet, was sich aber vermutlich nur auf die Anbringung des Erkers am damals bereits bestehenden Gebäude bezieht. | BDA-Hist.: Q37979339 Status: Bescheid Stand der BDA-Liste: 2025-06-30 Name: Bürgerhaus, ehem. Gasthaus Zum Goldenen Hirschen GstNr.: 172 Hofberg 8 (Linz)                                                           |
| ja    | Datei hochladen | Bürgerhaus HERIS-ID: 38145 Objekt-ID: 37653 Linz: 323                                                                             | Hofberg 9 Standort KG: Linz                                         | Das 1595 erstmals erwähnte Gebäude wurde nach Kriegsschäden 1958/59 mit Anlehnung an die alte Fassade wiederaufgebaut. Es ist am Giebel mit Gruppen von Putti dekoriert. | BDA-Hist.: Q37979348 Status: Bescheid Stand der BDA-Liste: 2025-06-30 Name: Bürgerhaus GstNr.: 83 Hofberg 9 (Linz)                                                                                                  |
| ja    | Datei hochladen | Bürgerhaus, Apothekerhaus HERIS-ID: 38146 Objekt-ID: 37654 Linz: 328                                                              | Hofberg 10 Standort KG: Linz                                        | Das Haus entstand aus der barocken Zusammenfassung zweier spätgotischer Häuser. Markantes Element ist der abgerundete, turmartige Eckerker, die Unebenheit der Geländes wird durch eine Freitreppe ausgeglichen. Die Fassade ist reich dekoriert, die Fenster des ersten und dritten Obergeschoßes weisen Giebelfelder mit plastischen Engelköpfen auf Rundscheiben bzw. Muscheln und Blütenfestons besetzt sind. Das korbbogigen Hauptportal mit zwei Volutenkonsolen ist mit Pilastern flankiert und mit Rankenmotiven bekrönt. | BDA-Hist.: Q37979360 Status: Bescheid Stand der BDA-Liste: 2025-06-30 Name: Bürgerhaus, Apothekerhaus GstNr.: 170 Hofberg 10 (Linz)                                                                                 |
| ja    | Datei hochladen | Gasthaus Zur Dreifaltigkeit HERIS-ID: 38157 Objekt-ID: 37665 Linz: 341                                                            | Hofberg 11 Standort KG: Linz                                        | Das 1595 erstmals erwähnte Eckhaus hat eine spätklassizistische Fassade aus der Zeit vor 1835. | BDA-Hist.: Q37979449 Status: Bescheid Stand der BDA-Liste: 2025-06-30 Name: Gasthaus Zur Dreifaltigkeit GstNr.: 96 Hofberg 11 (Linz)                                                                                |
| ja    | Datei hochladen | Bürgerhaus HERIS-ID: 38147 Objekt-ID: 37655 Linz: 329                                                                             | Hofgasse 3 Standort KG: Linz                                        | Das erstmals 1595 mit Vorder- und Hinterhaus erwähnte Gebäude ist im Kern spätgotisch, die Fassade wurde später barockisiert. | BDA-Hist.: Q37979371 Status: Bescheid Stand der BDA-Liste: 2025-06-30 Name: Bürgerhaus GstNr.: 115 Hofgasse 3 (Linz)                                                                                                |
| ja    | Datei hochladen | Gasthaus Zum Goldenen Anker HERIS-ID: 38148 Objekt-ID: 37656 Linz: 330                                                            | Hofgasse 5 Standort KG: Linz                                        | Das Gebäude wurde 1595 urkundlich genannt. Seit um 1670 wurde das Haus als Gasthof genutzt, mit der Nennung Zum Goldenen Anker von 1834 bis 2011. | BDA-Hist.: Q37979383 Status: Bescheid Stand der BDA-Liste: 2025-06-30 Name: Gasthaus Zum Goldenen Anker GstNr.: 114 Hofgasse 5 (Linz)                                                                               |
| ja    | Datei hochladen | Bürgerhaus, Ehem. Freihaus Hohenfeld HERIS-ID: 38150 Objekt-ID: 37658 Linz: 331                                                   | Hofgasse 7 Standort KG: Linz                                        | Die Geschichte dieses Gebäudes lässt sich bis 1571 zurückverfolgen. 1680 wurde es von den Grafen von Hohenfeld neu erbaut. Nach Bombenschäden im Zweiten Weltkrieg wurde es in alter Form wieder aufgebaut. Das Gebäude besitzt zwei auffällige in den Außenachsen angebrachte Erker. Der Astronom Johannes Kepler wohnte von 1613 bis 1620 in diesem Gebäude. | BDA-Hist.: Q37979403 Status: Bescheid Stand der BDA-Liste: 2025-06-30 Name: Bürgerhaus, Ehem. Freihaus Hohenfeld GstNr.: 112/1 Hofgasse 7 (Linz)                                                                    |
| ja    | Datei hochladen | Bürgerhaus HERIS-ID: 38149 Objekt-ID: 37657 Linz: 338                                                                             | Hofgasse 8 Standort KG: Linz                                        | Das Gebäude wurde 1572 erstmals erwähnt, die Fassade ist frühhistoristisch und stammt wohl aus der Zeit um 1850. Bemerkenswert ist das Kranzgesims. | BDA-Hist.: Q37979394 Status: Bescheid Stand der BDA-Liste: 2025-06-30 Name: Bürgerhaus GstNr.: 93 Hofgasse 8 (Linz)                                                                                                 |
| ja    | Datei hochladen | Bürgerhaus, Ehem. Starhemberger Freihaus HERIS-ID: 38153 Objekt-ID: 37661 Linz: 332                                               | Hofgasse 9 Standort KG: Linz                                        | Begonnen wurde der Bau des Gebäudes 1616 und laut Inschrift 1619 vollendet. Heute ist es stilistisch als frühbarockes beziehungsweise als Palais der Spätrenaissance einzuordnen. Auffallend ist ein markantes Eckrondell. | BDA-Hist.: Q37979415 Status: Bescheid Stand der BDA-Liste: 2025-06-30 Name: Bürgerhaus, Ehem. Starhemberger Freihaus GstNr.: 111 Hofgasse 9 (Linz)                                                                  |
| ja    | Datei hochladen | Bürgerhaus, Gasthaus „Zum Goldenen Stern“ HERIS-ID: 38154 Objekt-ID: 37662 Linz: 339                                              | Hofgasse 10 Standort KG: Linz                                       | Das schlichte im Kern spätgotische Haus hat eine barockisierte Fassade, die Fensterverdachungen sind abwechseln spitzwinkelig und flachbogig. | BDA-Hist.: Q37979426 Status: Bescheid Stand der BDA-Liste: 2025-06-30 Name: Bürgerhaus, Gasthaus "Zum Goldenen Stern" GstNr.: 94 Hofgasse 10 (Linz)                                                                 |
| ja    | Datei hochladen | Bürgerhaus HERIS-ID: 38156 Objekt-ID: 37664 Linz: 340                                                                             | Hofgasse 12 Standort KG: Linz                                       | Auf der fünfachsigen Fassade des viergeschoßigen Hauses aus dem 16. Jahrhundert befindet sich eine Skulptur des Erzengels Michael die vom Bildhauer Josef Fischnaller geschaffen wurde. | BDA-Hist.: Q37979438 Status: Bescheid Stand der BDA-Liste: 2025-06-30 Name: Bürgerhaus GstNr.: 95 Hofgasse 12 (Linz)                                                                                                |
| ja    | Datei hochladen | Bürgerhaus HERIS-ID: 38158 Objekt-ID: 37666 Linz: 342                                                                             | Hofgasse 18 Standort KG: Linz                                       | Das schmucklose Gebäude ist im Kern aus dem 16. Jahrhundert. Am Anfang des 17. Jahrhunderts als das Haus den Freiherrn Aspern gehörte, wurde eine kleine Hauskapelle eingebaut. Um 1850 befand sich darin eine Schlosserwerkstatt. | BDA-Hist.: Q37979460 Status: Bescheid Stand der BDA-Liste: 2025-06-30 Name: Bürgerhaus GstNr.: 173 |
| ja    | Datei hochladen | Bürgerhaus HERIS-ID: 38159 Objekt-ID: 37667 Linz: 334                                                                             | Hofgasse 19 Standort KG: Linz                                       | Das im Kern spätgotische Haus hat eine barockisierte Fassade, unterhalb der Fenster des ersten Obergeschoßes befinden sich Parapetfelder. | BDA-Hist.: Q37979472 Status: Bescheid Stand der BDA-Liste: 2025-06-30 Name: Bürgerhaus GstNr.: 166/2 |
| ja    | Datei hochladen | Bürgerhaus, Ehem. Hoheneckisches Freihaus HERIS-ID: 38160 Objekt-ID: 37668 Linz: 343                                              | Hofgasse 20 Standort KG: Linz                                       | Erbaut wurde das Gebäude von Johann Michael Prunner in den Jahren 1722 bis 1725. Das breite Stuckportal stammt von Johann Tobias Wunsch aus dem Jahre 1724. Die Fassade wurde 1961 restauriert. | BDA-Hist.: Q37979484 Status: Bescheid Stand der BDA-Liste: 2025-06-30 Name: Bürgerhaus, Ehem. Hoheneckisches Freihaus GstNr.: 174                                                                                   |
| ja    | Datei hochladen | Freihaus Schallenberg HERIS-ID: 38161 Objekt-ID: 37669 Linz: 335                                                                  | Hofgasse 21 Standort KG: Linz                                       | Ein spätgotisches, dreiachsiges Gebäude mit den Besonderheiten, dass sich einerseits die Fenstergrößen zu den oberen Geschoßen hin verringert und andererseits eine Achsenverschiebung im Obergeschoß vorliegt. Seit Christoph Ehrenreich von Schallenberg 1630 das Gebäude erwarb, ist es unter dem Namen „Freihaus Schallenberg“ bekannt. | BDA-Hist.: Q37979494 Status: Bescheid Stand der BDA-Liste: 2025-06-30 Name: Freihaus Schallenberg GstNr.: 165 |
| ja    | Datei hochladen | Freihaus Jörger HERIS-ID: 38162 Objekt-ID: 37670 Linz: 344                                                                        | Hofgasse 22, 22a, 22b Standort KG: Linz                             | Ein schlichtes dreiachsiges Gebäude aus dem Ende des 16. Jahrhunderts mit Grabendach. Die Geschichte des Hauses lässt sich bis in das Jahr 1492 zurückverfolgen, in dem es Kaiser Friedrich III. von Christoph Jörger kaufte. | BDA-Hist.: Q37979512 Status: § 57-Mandatsbescheid Stand der BDA-Liste: 2025-06-30 Name: Freihaus Jörger GstNr.: 179                                                                                                 |
| ja    | Datei hochladen | Ehem. Freihaus Jörger HERIS-ID: 97167 Objekt-ID: 112916 Linz: 336                                                                 | Hofgasse 23 Standort KG: Linz                                       | Ein schlichtes ehemaliges Palais, von dem nur das frühbarocke Portal erhalten geblieben ist. Besitzer dieses Gebäudes sind bis zum Anfang des 16. Jahrhunderts nachgewiesen. In früheren Zeiten beherbergte das Gebäude eine Schule, die auch Anton Bruckner besuchte. | BDA-Hist.: Q37769513 Status: § 2a Stand der BDA-Liste: 2025-06-30 Name: Ehem. Freihaus Jörger GstNr.: 164 |
| ja    | Datei hochladen | Fleischmarkthalle HERIS-ID: 46713 Objekt-ID: 48846 Linz: 994                                                                      | Holzstraße 3 Standort KG: Linz                                      | Die expressionistische Fassade der Fleischmarkthalle ist stufenförmig gegliedert und hat einen spitzen Giebel. Vor der Halle befindet sich ein Bürotrakt mit einem Rundbogentor. Die Halle hat eine Länge von 90,4 m und eine Breite von 34,4 m, wurde 1928/29 durch das Stadtbauamt der Stadt Linz unter dem Architekten Curt Kühne in Holzbauweise errichtet und nach einem Bombentreffer im Zweiten Weltkrieg in Stahl wiedererrichtet. Anmerkung: Im Statistischen Bezirk Kaplanhof | BDA-Hist.: Q38023153 Status: Bescheid Stand der BDA-Liste: 2025-06-30 Name: Fleischmarkthalle GstNr.: 574/9 Fleischmarkthalle, Linz                                                                                 |
| ja    | Datei hochladen | Wohnhaus HERIS-ID: 82487 Objekt-ID: 96311 Linz: 988seit 2015                                                                      | Holzstraße 38 Standort KG: Linz                                     | Das Wohnhaus mit dem reichen Fassadendekor wurde 1912 vom Baumeister Max Roithner aus Traun errichtet. Die sezessionistischen Verzierungen bestehen aus gebrannten Tonelementen. Anmerkung: Im Statistischen Bezirk Kaplanhof | BDA-Hist.: Q38178533 Status: Bescheid Stand der BDA-Liste: 2025-06-30 Name: Wohnhaus GstNr.: 3191/4 |
| ja    | Datei hochladen | Wohnhaus, Atelier mit Skulptur HERIS-ID: 82489 Objekt-ID: 96313 Linz: 999                                                         | Im Dörfl 3 Standort KG: Linz                                        | Das 1955 von Fritz Fanta entworfene Gebäude ist ein Atelierhaus für junge Künstler. Anmerkung: Im Statistischen Bezirk Froschberg | BDA-Hist.: Q15055924 Status: § 2a Stand der BDA-Liste: 2025-06-30 Name: Wohnhaus, Atelier mit Skulptur GstNr.: 2753/9 Egon-Hofmann-Haus                                                                             |
| ja    | Datei hochladen | Kinder- und Jugendwohnhaus HERIS-ID: 78297 Objekt-ID: 91955 Linz: 1002                                                            | Johannesgasse 2 Standort KG: Linz                                   | Das Gebäude wirde 1908 von Gustav Steinberger und Julius Biowski erbaut. Das in den Untergeschoßen kompakte Gebäude ist vor allem durch seine Dachlandschaft bemerkenswert, ab dem dritten Obergeschoß ist der Mittelteil hinter einer Terrasse zurückversetzt und mit einem abgetreppten Giebel bekrönt. Wichtigstes Dekorelement ist das von toskanischen Säulen flankierte Portal, oberhalb dessen sich ein Gebälk mit Inschriftornament auf Fruchtgirlanden befindet, darüber wiederum ein mit Füllhörnern umrahmtes Hochovalfenster. Die Terrassenbalustrade ist mit Putti geschmückt. Anmerkung: Im Statistischen Bezirk Froschberg | BDA-Hist.: Q38151870 Status: § 2a Stand der BDA-Liste: 2025-06-30 Name: Kinder- und Jugendwohnhaus GstNr.: 2265/3 Johannesgasse 2, Linz                                                                             |
| ja    | Datei hochladen | Papierfabrik, Stadtbetriebe Linz HERIS-ID: 82494 Objekt-ID: 96318                                                                 | Kaplanhofstraße 1 Standort KG: Linz                                 | | BDA-Hist.: Q38178553 Status: § 2a Stand der BDA-Liste: 2025-06-30 Name: Papierfabrik, Stadtbetriebe Linz GstNr.: 407/20 Papierfabrik Kaplanhofstraße                                                                |
| ja    | Datei hochladen | Direktionsschlössl HERIS-ID: 82495 Objekt-ID: 96319 Linz: 1007                                                                    | Kaplanhofstraße 2 Standort KG: Linz                                 | Das ehemalige Direktionsgebäude der Triester allgemeinen österreichischen Gasbeleuchtungsgesellschaft wurde 1857 vom Baumeister Franz Weinberger errichtet und 1978 bis 1980 von den Architekten August Kürmayr und Klaus Nötzberger revitalisiert. | BDA-Hist.: Q38178565 Status: § 2a Stand der BDA-Liste: 2025-06-30 Name: Direktionsschlössl GstNr.: 619/8 Direktionsschlössl Kaplanhofstraße, Linz                                                                   |
| ja    | Datei hochladen | Freihaus Gnadenheim/Freihaus Weissenwolf HERIS-ID: 41236 Objekt-ID: 41708 Linz: 784                                               | Kapuzinerstraße 18 Standort KG: Linz                                | Das an drei Seiten freistehende Gebäude mit hohem Schopfwalmdach wurde 1590 erbaut. Der Astronom Johannes Kepler wohnte von 1612 bis 1613 in diesem Gebäude. Anmerkung: Im Statistischen Bezirk Froschberg | BDA-Hist.: Q37998790 Status: Bescheid Stand der BDA-Liste: 2025-06-30 Name: Freihaus Gnadenheim/Freihaus Weissenwolf GstNr.: 2424 Freihaus Gnadenheim                                                               |
| ja    | Datei hochladen | Bürgerhaus HERIS-ID: 41678 Objekt-ID: 42229 Linz: 785                                                                             | Kapuzinerstraße 28 Standort KG: Linz                                | Das in der ersten Hälfte des 17. Jahrhunderts erbaute Haus hat ein hohes Walmdach mit Gaupen und einen auf Konsolen aufruhenden Runderker an der ecke. Anmerkung: Im Statistischen Bezirk Froschberg | BDA-Hist.: Q38002234 Status: Bescheid Stand der BDA-Liste: 2025-06-30 Name: Bürgerhaus GstNr.: 2435 Kapuzinerstraße 28 (Linz)                                                                                       |
| ja    | Datei hochladen | Bürgerhaus HERIS-ID: 41679 Objekt-ID: 42230                                                                                       | Kapuzinerstraße 30 Standort KG: Linz                                | Anmerkung: Im Statistischen Bezirk Froschberg | BDA-Hist.: Q38002247 Status: Bescheid Stand der BDA-Liste: 2025-06-30 Name: Bürgerhaus GstNr.: 2436/1 Kapuzinerstraße 30 (Linz)                                                                                     |
| ja    | Datei hochladen | Bürgerhaus HERIS-ID: 41680 Objekt-ID: 42231                                                                                       | Kapuzinerstraße 32 Standort KG: Linz                                | Anmerkung: Im Statistischen Bezirk Froschberg | BDA-Hist.: Q38002259 Status: Bescheid Stand der BDA-Liste: 2025-06-30 Name: Bürgerhaus GstNr.: 2437 Kapuzinerstraße 32 (Linz)                                                                                       |
| ja    | Datei hochladen | Anlage Kapuzinerkloster HERIS-ID: 82505 Objekt-ID: 96329 Linz: 593                                                                | Kapuzinerstraße 38 Standort KG: Linz                                | Der Grundstein zum Bau der Klosterkirche wurde am 21. September 1606 von Abt Alexander a Lacu gelegt. Baumeister Christoph Martin Spaz errichtet die Kirche und das dazugehörige Kloster. Am 2. September 1612 wurde die Kirche vom Passauer Weihbischof Johannes Prenner eingeweiht. Nach mehreren Umbauten im Laufe der Jahrhunderte wurde das Kloster 1991 aufgehoben, die Kirche diente als Pfarrkirche der Pfarre St. Matthias, bis sie 2016 profaniert wurde. Anmerkung: Im Statistischen Bezirk Froschberg | BDA-Hist.: Q125024714 Status: § 2a Stand der BDA-Liste: 2025-06-30 Name: Anlage Kapuzinerkloster GstNr.: 3131/1, 2443, 2449/1 Kapuzinerkloster, Linz                                                                |
| ja    | Datei hochladen | Verwaltungs- und Direktionswohnhaus sowie Stollen HERIS-ID: 87132 Objekt-ID: 101511 Linz: 1013seit 2014                           | Kapuzinerstraße 82a Standort KG: Linz                               | Das palaisartige Wohn- und Verwaltungsgebäude ist die ehemalige Zentralkellerei der Gastgewerbe in Linz. Als solche verfügt sie über ausgedehnte Kellergänge. Es handelt sich um zwei durch eine Mitteleinfahrt mit darüberliegender Loggia verbundene Bauteile, der Mittelteil ist mit einer Attika mit Figurengruppe (Merkur und Pomona) bekrönt. Anmerkung: Im Statistischen Bezirk Froschberg | BDA-Hist.: Q37718655 Status: Bescheid Stand der BDA-Liste: 2025-06-30 Name: Verwaltungs- und Direktionswohnhaus sowie Stollen GstNr.: 2718/9, 2718/10                                                               |
| ja    | Datei hochladen | Wohnhaus HERIS-ID: 95519 Objekt-ID: 110878                                                                                        | Karl-Wiser-Straße 2a Standort KG: Linz                              | | BDA-Hist.: Q37766399 Status: § 2a Stand der BDA-Liste: 2025-06-30 Name: Wohnhaus GstNr.: 1444/4, 1444/7 |
| ja    | Datei hochladen | Amt der OÖ Landesregierung, Hauserhof HERIS-ID: 95523 Objekt-ID: 110882 Linz: 3043                                                | Kärntnerstraße 10–12 Standort KG: Linz                              | Das nach Landeshauptmann Hauser benannte in einem sachlichen Stil gehaltene Amtsgebäude wurde 1952 erbaut und befindet sich an städtebaulich hervorgehobener Position. | BDA-Hist.: Q37766414 Status: § 2a Stand der BDA-Liste: 2025-06-30 Name: Amt der OÖ Landesregierung, Hauserhof GstNr.: 1301/38                                                                                       |
| ja    | Datei hochladen | Weinkellerei Josef Cembran mit Stollenanlage und Bohrmaschine HERIS-ID: 95524 Objekt-ID: 110883 Linz: 2484seit 2013               | Kellergasse 6 Standort KG: Linz                                     | Das für den Weinhändler Josef Cembran 1922 errichtete Wohn- und Betriebsgebäude ist in expressionistischen Formen gehalten. Markante Elemente sind der breite Mittelerker und die dreieckigen Luken unter dem hervorspringenden Dach. Die Arkadengänge wurden später vermauert. Anmerkung: Im Statistischen Bezirk Froschberg | BDA-Hist.: Q37766422 Status: Bescheid Stand der BDA-Liste: 2025-06-30 Name: Weinkellerei Josef Cembran mit Stollenanlage und Bohrmaschine GstNr.: 2671, 2667/2, 2669, 2670/4, 2682/1, 2682/7, 2682/12 Cembrankeller |
| ja BW | Datei hochladen | Bahnverwaltungsgebäude ehem. Südbahnhof (Pferdeeisenbahn) HERIS-ID: 52300 Objekt-ID: 58903 Linz: 1978                             | Khevenhüllerstraße 2, 4 Standort KG: Linz                           | Es handelt sich um die letzten Betriebsgebäude der Pferdeeisenbahn Budweis–Linz–Gmunden in Linz: ein Amtsgebäude und den südlichen Endpunkt der Strecke nach Budweis. Die Gebäude stammen aus dem Jahr 1836. Das Stationsgebäude hat ein durchlaufendes Gesimsband zwischen den Stockwerken, die Fenster sind mit halbrunden Ziegel-Stichbögen bekrönt. Zur Khevenhüllerstraße hin befindet sich ein dreiachsiger Mittelrisalit. Die Attika-Inschrift Richtung Marktplatz wurde 1985 wieder angebracht: 1832 1872 K.K. Priv. Erste Eisenbahn Gesellschaft. Das Amtsgebäude ist in einfacheren Formen gehalten. | BDA-Hist.: Q38050588 Status: Bescheid Stand der BDA-Liste: 2025-06-30 Name: Bahnverwaltungsgebäude ehem. Südbahnhof (Pferdeeisenbahn) GstNr.: 1274, 1275 Bahnverwaltungsgebäude ehem. Südbahnhof (Pferdeeisenbahn)  |
| ja    | Datei hochladen | Bürgerhaus HERIS-ID: 38166 Objekt-ID: 37674 Linz: 350                                                                             | Klammstraße 1 Standort KG: Linz                                     | Der linke Teil von 1630 mit der Hofeinfahrt wurde 1836/37 um einen Hoftrakt erweitert. Die Fassade stammt aus dieser Zeit. 1945 wurde das Haus von einer Bombe getroffen und 1948 wieder aufgebaut. | BDA-Hist.: Q37979523 Status: Bescheid Stand der BDA-Liste: 2025-06-30 Name: Bürgerhaus GstNr.: 1869 |
| ja    | Datei hochladen | Kuefstein'sches Freihaus HERIS-ID: 38167 Objekt-ID: 37675 Linz: 351                                                               | Klammstraße 3 Standort KG: Linz                                     | Das Haus wurde zwischen 1634 und 1645 erbaut, die Fassade stammt aus der Zeit um 1845. | BDA-Hist.: Q37979533 Status: Bescheid Stand der BDA-Liste: 2025-06-30 Name: Kuefstein'sches Freihaus GstNr.: 1870                                                                                                   |
| ja    | Datei hochladen | Gasthaus, Wohnhaus HERIS-ID: 10588 Objekt-ID: 6647 Linz: 354                                                                      | Klammstraße 4 Standort KG: Linz                                     | Das Gebäude wurde 1641 erwähnt und Ende des 18. Jahrhunderts neu getaltet. Die Fassade wurde 1960 abgeräumt. Es ist nunmehr ein schmuckloses Haus mit sechs ungleich aufgeteilten Achsen. | BDA-Hist.: Q38073779 Status: Bescheid Stand der BDA-Liste: 2025-06-30 Name: Gasthaus, Wohnhaus GstNr.: 1980 |
| ja    | Datei hochladen | Ehem. Salburgisches Freihaus HERIS-ID: 38168 Objekt-ID: 37676 Linz: 352                                                           | Klammstraße 7 Standort KG: Linz                                     | Das Gebäude wurde vor 1645 als Ballhaus errichtet und 1679 zum Wohnhaus umgebaut. Es wurde 1829 aufgestockt und mit einer spätklassizistischen Fassade versehen. | BDA-Hist.: Q37979548 Status: Bescheid Stand der BDA-Liste: 2025-06-30 Name: Ehem. Salburgisches Freihaus GstNr.: 1937                                                                                               |
| ja    | Datei hochladen | Bürgerhaus HERIS-ID: 38169 Objekt-ID: 37677 Linz: 355                                                                             | Klammstraße 18 Standort KG: Linz                                    | Der Bau stammt von Johann Rueff aus dem Jahr 1845. | BDA-Hist.: Q37979559 Status: Bescheid Stand der BDA-Liste: 2025-06-30 Name: Bürgerhaus GstNr.: 1972 |
| ja    | Datei hochladen | Bürgerhaus HERIS-ID: 38170 Objekt-ID: 37678                                                                                       | Klammstraße 20, 20a Standort KG: Linz                               | Es handelt sich um zwei durch einen Torbogen verbundene Gebäude, der mit den Jahreszahlen 1783 und 1986 (Renovierung) bezeichnet ist. Haus Nr. 20 weist spätbarocken Dekor auf. | BDA-Hist.: Q37979569 Status: Bescheid Stand der BDA-Liste: 2025-06-30 Name: Bürgerhaus GstNr.: 1971/2, 1971/1 Klammstraße 20 (Linz)                                                                                 |
| ja    | Datei hochladen | Bürgerhaus, Gasthaus HERIS-ID: 38171 Objekt-ID: 37680 Linz: 356                                                                   | Klosterstraße 1 Standort KG: Linz                                   | Das dreiachsige, fünfgeschoßige Gebäude ist im Kern spätgotisch. Es besitzt einen auffallenden Erker im zweiten Obergeschoß. Bereits 1595 ist das Gebäude urkundlich erwähnt. Seit 1660 ist es als Gasthof bekannt. Der Name „Zur blauen Ente (Gans)“ wurde erstmals 1771 genannt. | BDA-Hist.: Q37979585 Status: Bescheid Stand der BDA-Liste: 2025-06-30 Name: Bürgerhaus, Gasthaus GstNr.: 226 |
| ja    | Datei hochladen | Ehem. Gasthaus Zum Weißen Adler HERIS-ID: 38172 Objekt-ID: 37681 Linz: 360                                                        | Klosterstraße 4 Standort KG: Linz                                   | Das sechsachsige, fünfgeschoßige Gebäude stammt wahrscheinlich aus dem 16. Jahrhundert. Es besitzt einen Flacherker über zwei Achsen in den oberen Geschoßen. Auffallend ist die proportional Verkleinerung der Fenster im Dachgeschoß. Bereits 1595 ist das Gebäude urkundlich erwähnt. Seit 1670 befand es sich im Besitz von Gastwirten. Ab dem Jahre 1771 ist der Gasthof unter dem Namen „Zum weißen Adler“ bekannt. | BDA-Hist.: Q37979596 Status: Bescheid Stand der BDA-Liste: 2025-06-30 Name: Ehem. Gasthaus Zum Weißen Adler GstNr.: 127                                                                                             |
| ja    | Datei hochladen | Bürgerhaus HERIS-ID: 38173 Objekt-ID: 37682 Linz: 358                                                                             | Klosterstraße 5 Standort KG: Linz                                   | Ein dreiachsiges, fünfgeschoßiges Gebäude, wobei die beiden unteren Geschoße hervorspringen und mit einer angedeuteten Eckquaderung versehen sind. Vom alten Bau sind allerdings nur mehr wenige Teile erhalten. Die Geschichte des Hauses lässt sich bis 1595 zurückverfolgen. Es war vorwiegend im Besitz von Kaufleuten. Während des Zweiten Weltkrieges erlitt das Gebäude schwere Bombenschäden. | BDA-Hist.: Q37979605 Status: Bescheid Stand der BDA-Liste: 2025-06-30 Name: Bürgerhaus GstNr.: 220 |
| ja    | Datei hochladen | Bürgerhaus, Hölbling-Haus HERIS-ID: 38174 Objekt-ID: 37683 Linz: 361                                                              | Klosterstraße 6 Standort KG: Linz                                   | Das Gebäude besitzt eine auffallende, reich verzierte Außenfassade aus dem Ende des 17. Jahrhunderts. Der angewandte Knorpelstil ist in Linz einzigartig. Ein schmiedeeisernes Oberlichtgitter des Portals trägt das Monogramm „F R“ – was für Franz Rechberger steht – und die Jahreszahl 1802. | BDA-Hist.: Q37979614 Status: Bescheid Stand der BDA-Liste: 2025-06-30 Name: Bürgerhaus, Hölbling-Haus GstNr.: 128                                                                                                   |
| ja    | Datei hochladen | Minoritenkloster HERIS-ID: 104341 Objekt-ID: 121102 Linz: 359                                                                     | Klosterstraße 7 Standort KG: Linz                                   | Erste urkundliche Erwähnung des Gebäudes bereits 1595. Im Jahre 1716 wurde von Johann Michael Prunner das Kloster neu erbaut. Die beiden Portale sind mit reizvollen Oberlichtgittern versehen. Über dem Hauptportal befindet sich ein modernes Marmorwappen von Oberösterreich aus dem Jahre 1955. | BDA-Hist.: Q37799230 Status: § 2a Stand der BDA-Liste: 2025-06-30 Name: Minoritenkloster GstNr.: 219 |
| ja    | Datei hochladen | Bürgerhaus HERIS-ID: 38175 Objekt-ID: 37685 Linz: 362                                                                             | Klosterstraße 8 Standort KG: Linz                                   | Ein spätgotisches Gebäude mit Kragstock, Mittelerker und einem Breiterker über die gesamte Hausfront. Auffallend sind zwei Blindfenster des Dachgeschoßes. Erstmals wurde das Bürgerhaus im Jahre 1595 erwähnt. | BDA-Hist.: Q37979624 Status: Bescheid Stand der BDA-Liste: 2025-06-30 Name: Bürgerhaus GstNr.: 129 |
| ja    | Datei hochladen | Ehem. Minoritenkirche Verkündigung Mariae, Landhauskirche HERIS-ID: 52250 Objekt-ID: 58845 Linz: 622                              | Klosterstraße 9 Standort KG: Linz                                   | Die barocke Kirche ist ein Teil des 1785 aufgehobenen Minoritenklosters, das nunmehr als Regierungsgebäude fungiert. Ursprünglich spätgotisch, wurde sie Ende des 17. Jahrhunderts in mehreren Phasen umgebaut. Weitere Umbaumaßnahmen sind um 1750 bezeugt. Es ist eine einschiffige Kirche mit Kapellnische und geradem Chorschluss. Am Chor befindet sich der Turm mit flachem Zeltdach, das ihm um 1800 aufgesetzt wurde. | BDA-Hist.: Q1109080 Status: § 2a Stand der BDA-Liste: 2025-06-30 Name: Ehem. Minoritenkirche Verkündigung Mariae, Landhauskirche GstNr.: 215 Minoritenkirche, Linz                                                  |
| ja    | Datei hochladen | Bürgerhaus HERIS-ID: 38176 Objekt-ID: 37686 Linz: 363                                                                             | Klosterstraße 10 Standort KG: Linz                                  | Das Gebäude stammt im Kern aus dem 16. Jahrhundert, die barocke Fassade entstand in der Mitte des 18. Jahrhunderts. Die beiden unteren Geschoße springen in der ersten Achse hervor. In den oberen Geschoßen befinden sich rundbogige Fensterbekrönungen. Bekannt ist der Besitzer aus dem Jahre 1570, Wilhelm Khreussen. Beim Stadtbrand 1800 wurde der Dachstuhl und das oberste Geschoß beschädigt. | BDA-Hist.: Q37979635 Status: Bescheid Stand der BDA-Liste: 2025-06-30 Name: Bürgerhaus GstNr.: 130 |
| ja    | Datei hochladen | Bürgerhaus HERIS-ID: 38177 Objekt-ID: 37687 Linz: 364                                                                             | Klosterstraße 12 Standort KG: Linz                                  | Ein dreiachsiges Gebäude mit fünf Geschoßen, wobei die beiden unteren Geschoße hervorspringen und das Dachgeschoß zurückgesetzt ist. Das Gebäude wurde schon 1536 urkundlich erwähnt und ist als Handwerkerhaus bekannt. | BDA-Hist.: Q37979645 Status: Bescheid Stand der BDA-Liste: 2025-06-30 Name: Bürgerhaus GstNr.: 131 |
| ja    | Datei hochladen | Wohn- und Geschäftshaus HERIS-ID: 38178 Objekt-ID: 37688 Linz: 365                                                                | Klosterstraße 14 Standort KG: Linz                                  | Ein dreiachsiges Gebäude mit fünf Geschoßen und zwei auffallenden Fenstererkern im ersten Obergeschoß. Ein Wappen mit der Jahreszahl 1670 erinnern an einen Bäcker als Besitzer. 1928 erfolgte der Dachgeschoßausbau. | BDA-Hist.: Q37979655 Status: Bescheid Stand der BDA-Liste: 2025-06-30 Name: Wohn- und Geschäftshaus GstNr.: 132 |
| ja    | Datei hochladen | Ehem. Gasthaus Zur Sense HERIS-ID: 38179 Objekt-ID: 37689 Linz: 366                                                               | Klosterstraße 16 Standort KG: Linz                                  | Ein dreiachsiges, fünfgeschoßiges Gebäude, wobei die beiden unteren Geschoße hervorspringen. 1894 wurde die Fassade neu gestaltet und die drei Obergeschoße mit einer Putzquaderung versehen. Im zweiten und dritten Obergeschoß befinden sich auffallende Fensterbekrönungen bestehend aus Dreiecksgiebeln bzw. rundbogigen Überdachungen. Erste urkundliche Erwähnung bereits 1536. Schon seit 1670 ist das Gebäude als Gasthaus bekannt. | BDA-Hist.: Q37979665 Status: Bescheid Stand der BDA-Liste: 2025-06-30 Name: Ehem. Gasthaus Zur Sense GstNr.: 133 |
| ja    | Datei hochladen | Bürgerhaus, Baderhaus HERIS-ID: 38180 Objekt-ID: 37690 Linz: 367                                                                  | Klosterstraße 18 Standort KG: Linz                                  | Das barockisierte Gebäude stammt im Kern aus der ersten Hälfte des 17. Jahrhunderts. Auffallend sind vor allem der Erker über dem Eingangsbereich und die Treppe im Freien. Die Geschichte des Hauses reicht bis 1551 zurück. Vom 17. bis ins 19. Jahrhundert war das Gebäude als Baderhaus bekannt. 1955 wurde das Holzportal entfernt. | BDA-Hist.: Q37979674 Status: Bescheid Stand der BDA-Liste: 2025-06-30 Name: Bürgerhaus, Baderhaus GstNr.: 134 Klosterstraße 18 (Linz)                                                                               |
| ja    | Datei hochladen | BG Körnerschule HERIS-ID: 52289 Objekt-ID: 58892 Linz: 825seit 2012                                                               | Körnerstraße 9 Standort KG: Linz                                    | Die Höhere Schule für Mädchen im Jugendstil wurde mit dem Architekten Julius Schulte von 1910 bis 1911 erbaut. | BDA-Hist.: Q19288619 Status: Bescheid Stand der BDA-Liste: 2025-06-30 Name: BG Körnerschule GstNr.: 645 BG Körnerschule, Linz                                                                                       |
| ja    | Datei hochladen | AKH der Stadt Linz, Objekt E und Technik HERIS-ID: 52294 Objekt-ID: 58897                                                         | Krankenhausstraße 9 Standort KG: Linz                               | Es handelt sich um zwei Gebäude aus der Zeit um 1900. Bau E hat als markantes Element einen Rundturm, das heutige Technikgebäude (Bau 13, Garnisonstraße 2) hat eine neobarocke Fassade. Anmerkung: Im Statistischen Bezirk Kaplanhof | BDA-Hist.: Q124988185 Status: § 2a Stand der BDA-Liste: 2025-06-30 Name: AKH der Stadt Linz, Objekt E und Technik GstNr.: 593/60 Bau E und Technik (AKh Linz)                                                       |

## Ehemalige Denkmäler
| Foto |                 | Denkmal                                                                              | Standort                              | Beschreibung | Metadaten |
| ---- | --------------- | ------------------------------------------------------------------------------------ | ------------------------------------- | --- | --- |
| ja   | Datei hochladen | Elf Beleuchtungskörper von 23. März 2009 bis 2010                                    | Figulystraße Standort KG:             | Die elektrische Beleuchtung in der Figulystraße wurde durch einen Beschluss des Linzer Gemeinderates 1929 ermöglicht. Die 11 Beleuchtungskörper waren Betonmasten in nicht originalem aber schlechtem Zustand. Aus Sicherheitsgründen mussten sie erneuert werden. Durch einen Einspruch der Stadt Linz wurde der Denkmalschutz kurz nach Inkrafttreten wieder aufgehoben. | BDA-Hist.: Q125342263 Status: Stand der BDA-Liste: 2010-06-22 Name: Elf Beleuchtungskörper GstNr.:                                               |
| ja   | Datei hochladen | Wohnhaus Objekt-ID: 102198bis 2015                                                   | Gruberstraße 65, 67 Standort KG: Linz | | BDA-Hist.: Q106650008 Status: § 2a Stand der BDA-Liste: 2015-06-26 Name: Wohnhaus GstNr.: 592/18, 592/24                                         |
| ja   | Datei hochladen | Wohnhaus Objekt-ID: 102201bis 2018                                                   | Gruberstraße 75 Standort KG: Linz     | | BDA-Hist.: Q37721895 Status: § 2a Stand der BDA-Liste: 2018-01-22 Name: Wohnhaus GstNr.: 592/9, 592/38                                           |
| ja   | Datei hochladen | Ehem. Arbeiterkrankenversicherungskasse für Oberösterreich Objekt-ID: 118919bis 2019 | Bethlehemstraße 37 Standort KG: Linz  | | BDA-Hist.: Q37790675 Status: § 2a Stand der BDA-Liste: 2019-01-23 Name: Ehem. Arbeiterkrankenversicherungskasse für Oberösterreich GstNr.: 665/1 |